# Avezzano
Avezzano (IPA: /aved͡zˈd͡zano/ o /avet͡sˈt͡sano/, Avezzane in dialetto marsicano: /aved͡zˈd͡zanə/) è un comune italiano di 40 979 abitanti della provincia dell'Aquila in Abruzzo.
Elevato a rango di città con decreto del presidente della Repubblica del 21 giugno 1994, è documentato per la prima volta con chiarezza nel IX secolo. Il centro urbano si è sviluppato a cominciare dal riordino amministrativo francese e ancor più verso la fine del XIX secolo in seguito al prosciugamento del lago Fucino, anticamente situato al centro della Marsica.
La città, quasi completamente distrutta dal terremoto del 1915, è stata decorata con la medaglia d'argento al merito civile avendo subito nel 1944, pochi anni dopo la ricostruzione, gravi danni a causa dei bombardamenti aerei anglo-americani nonché atti di violenza e rappresaglie nazifasciste. A vocazione agricola, oltre che industriale e commerciale, costituisce un nodo geografico stradale e ferroviario nell'area appenninica dell'Italia centro-meridionale.

## Geografia fisica

### Territorio

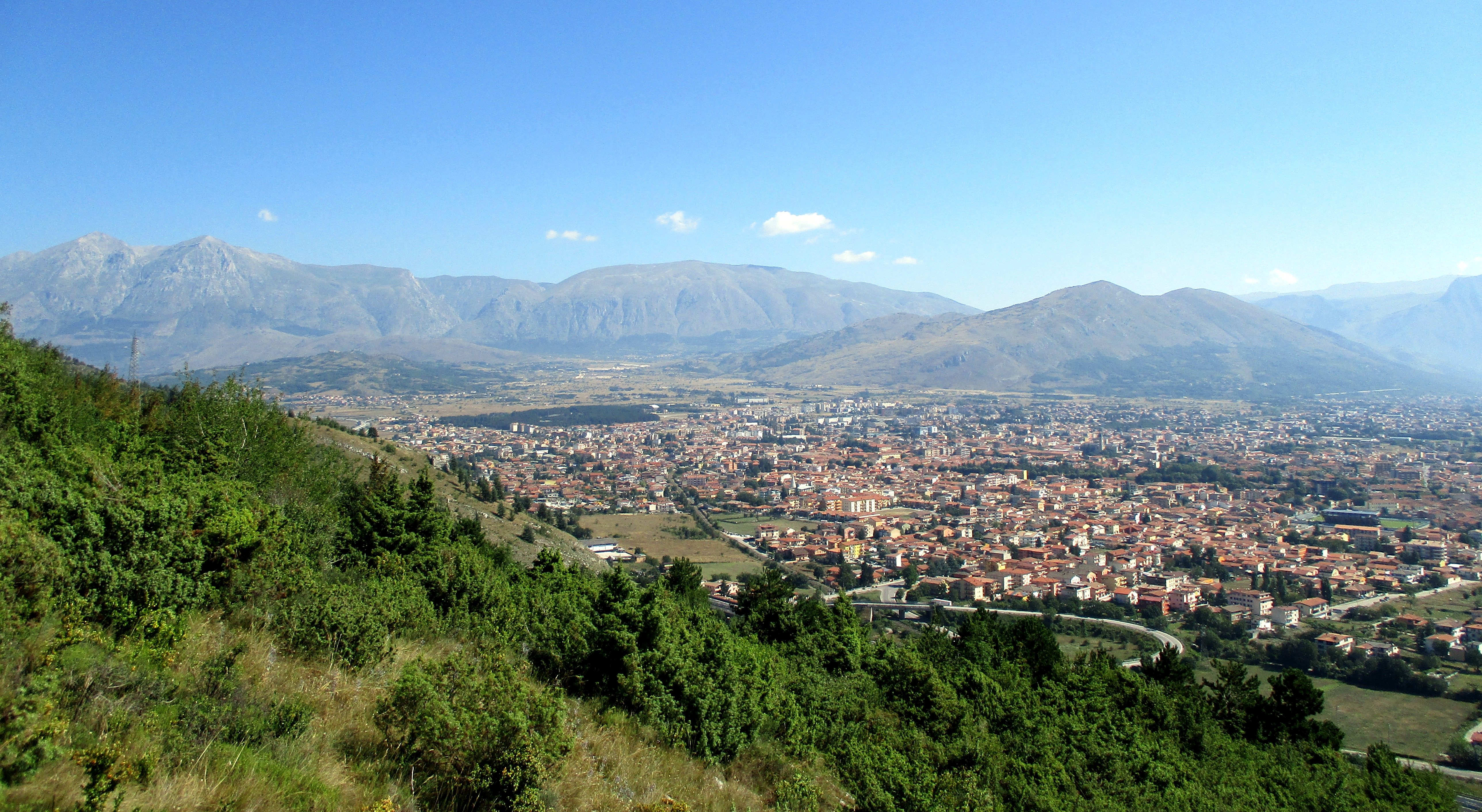
Panoramica di Avezzano

La città, distesa sul bordo nordoccidentale della conca del Fucino, è dominata a nord dal massiccio del Velino, confinando con il colle di Albe, e a ovest dal monte Salviano, oltre il quale ai margini dei piani Palentini sorge la frazione di Cese, al confine con il comune di Capistrello. A est del territorio comunale la località di Paterno segna la delimitazione con Celano, mentre a sud ricade in una porzione della piana fucense. Il terreno su cui poggia la città è in lieve declivio con salita in direzione nord-nordovest.
Il settore urbano presenta un'altitudine che va dai 670 m s.l.m. dell'area adiacente al castello Orsini-Colonna ai 740 m della moderna zona nord. Il dislivello del comune nel complesso varia dai 652 m del Fucino ai 1 398 m del gruppo montuoso dei Tre Monti; l'escursione altimetrica è dunque pari a 746 m, mentre l'altitudine media si attesta a 782 m, pertanto la zona altimetrica attribuita è quella montana.
Avezzano è posizionata al centro della Marsica, regione storico-geografica abruzzese che comprende 37 comuni, per un totale di oltre 126 000 abitanti.

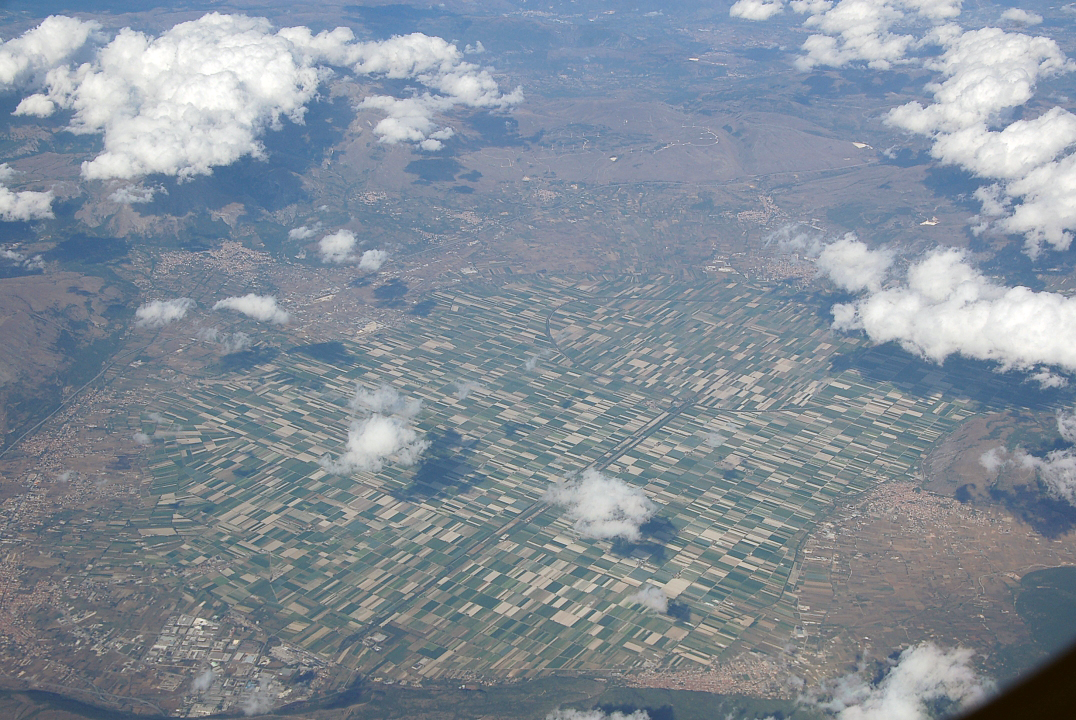
Foto aerea del Fucino

#### Idrologia
Il territorio fucense è attraversato da una serie di canali realizzati dopo il prosciugamento e la bonifica del lago. Il collettore centrale raccoglie l'acqua che dal Giovenco e dai torrenti circostanti si riversa nel reticolo dei canali e che viene utilizzata soprattutto per scopi irrigui. Alcune sorgenti, tutte di piccola portata, sgorgano lungo i pendii del Velino e dei Tre Monti di Paterno. I piani Palentini sono in parte attraversati dall'Imele che confluendo con il torrente Ràfia, tra i comuni di Scurcola Marsicana e Magliano de' Marsi, dà origine al fiume Salto. Oltre che nella fascia ripariale dell'Incile del Fucino le zone umide, caratterizzate dalla presenza di piccoli laghi, si trovano nelle località di Pozzone e Papacqua.

#### Geologia e morfologia
I rilievi che circondano la città a nord-nordovest, facenti parte dei gruppi montuosi del Magnola-Velino e del monte Salviano, sono caratterizzati dalle tracce del glacialismo pleistocenico-olocenico per via della loro natura geologica di tipo calcareo-dolomitica. Coperture detritiche si evidenziano alle pendici dei monti circonfucensi. Le pareti montuose, lungo la direttrice fucense di nordest fino a Venere, sono segnate dalla successione carbonatica meso-cenozoica.
Nell'area di Avezzano i bordi della piana del Fucino presentano depositi fluviali ghiaioso-sabbiosi, limi e argille. I sedimenti sono databili almeno al periodo dell'ultima glaciazione. Su entrambi i versanti del monte Salviano e sul monte Cervaro sono presenti fenomenologie carsiche come piccole caverne o ripari rocciosi.

### Clima
Collocata tra la catena centrale e quella occidentale dell'Appennino abruzzese, la città è caratterizzata da un clima continentale con inverni freddi e piovosi ed estati calde. Il maltempo di matrice atlantica, proveniente dal bacino tirrenico, fa registrare nel periodo invernale precipitazioni anche di carattere nevoso, tuttavia le nevicate più intense si hanno con irruzioni fredde di matrice artica continentale dai settori balcanici, quando le temperature in taluni casi possono sfiorare i -30 °C. La sua posizione geografica, ai bordi della conca fucense, favorisce l'inversione termica specialmente in autunno, inverno e primavera, con la formazione di nebbia e un tasso di umidità elevato. Le estati sono generalmente torride ma caratterizzate anche da fasi temporalesche con temporaneo incremento dell'umidità dell'aria.
Di seguito è riportata la tabella riassuntiva dei principali dati della locale stazione meteorologica in funzione dal 1926.
| Avezzano            | Mesi | Mesi | Mesi | Mesi | Mesi | Mesi | Mesi | Mesi | Mesi | Mesi | Mesi | Mesi | Stagioni | Stagioni | Stagioni | Stagioni | Anno |
| Avezzano            | Gen  | Feb  | Mar  | Apr  | Mag  | Giu  | Lug  | Ago  | Set  | Ott  | Nov  | Dic  | Inv      | Pri      | Est      | Aut      | Anno |
| ------------------- | ---- | ---- | ---- | ---- | ---- | ---- | ---- | ---- | ---- | ---- | ---- | ---- | -------- | -------- | -------- | -------- | ---- |
| T. max. media (°C)  | 5,7  | 7,5  | 10,9 | 14,8 | 19,8 | 23,6 | 26,9 | 27,1 | 23,1 | 18,4 | 12,6 | 7,2  | 6,8      | 15,2     | 25,9     | 18,0     | 16,5 |
| T. media (°C)       | 2,0  | 3,3  | 6,3  | 9,8  | 14,1 | 17,6 | 20,3 | 20,5 | 17,2 | 12,7 | 8,4  | 3,7  | 3,0      | 10,1     | 19,5     | 12,8     | 11,3 |
| T. min. media (°C)  | −1,8 | −0,9 | 1,7  | 4,7  | 8,3  | 11,6 | 13,6 | 13,8 | 11,4 | 7,0  | 4,3  | 0,3  | −0,8     | 4,9      | 13,0     | 7,6      | 6,2  |
| Precipitazioni (mm) | 65   | 67   | 62   | 62   | 53   | 42   | 29   | 35   | 57   | 75   | 108  | 98   | 230      | 177      | 106      | 240      | 753  |
| Giorni di pioggia   | 9    | 9    | 8    | 8    | 7    | 6    | 3    | 4    | 6    | 8    | 10   | 10   | 28       | 23       | 13       | 24       | 88   |

## Origini del nome

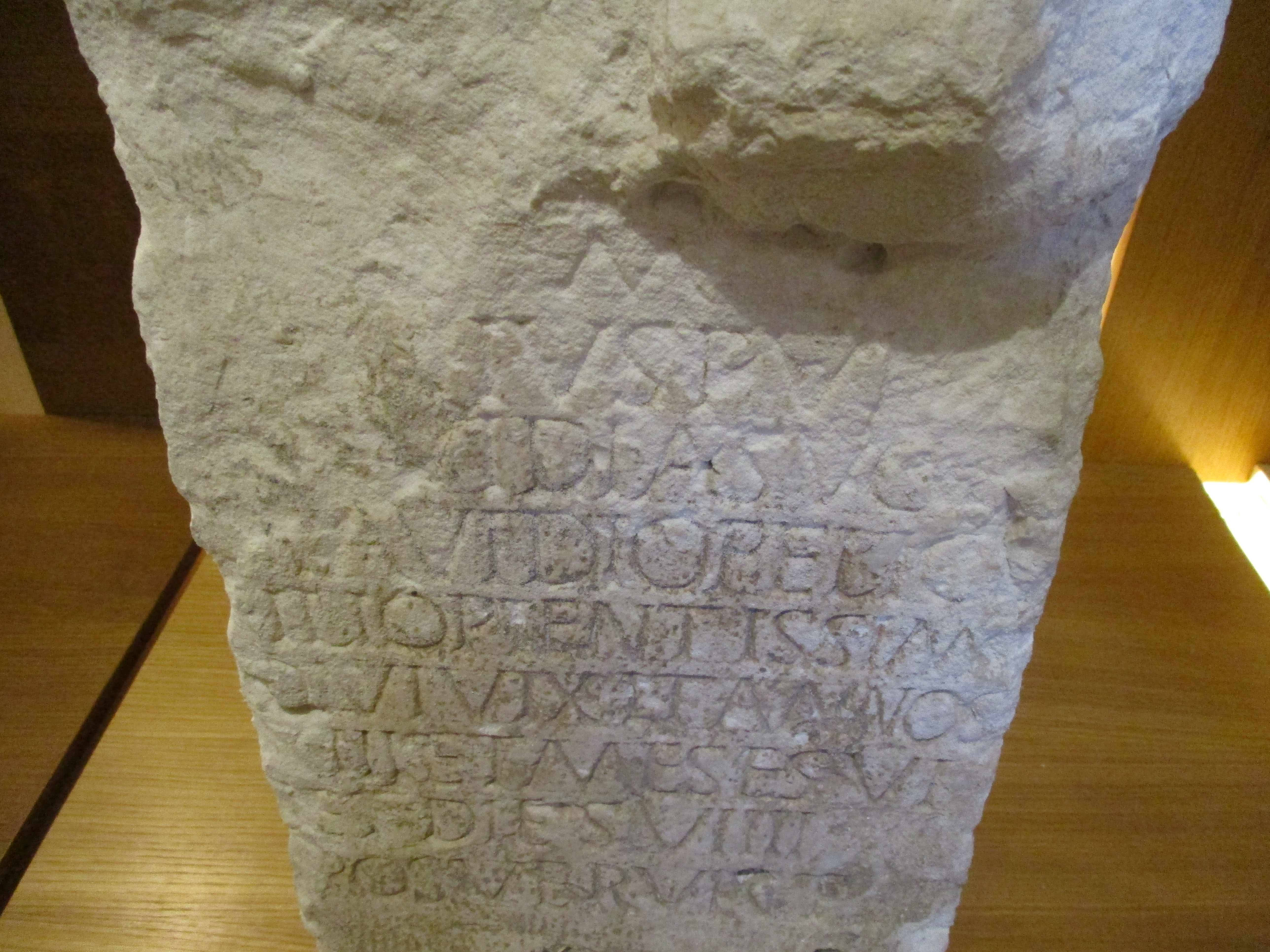
Iscrizione dell'ara funeraria della contrada Avidia

Sull'origine del nome Avezzano ci sono diverse ipotesi:
- la più accreditata è quella relativa al toponimo prediale Avidianum (fundus Avidianus), da cui deriverebbe il nome Avezzano, con una sola v e la z sonora[7]. L'ara funeraria, rinvenuta nei pressi della città contemporanea, indicava la tenuta della gens Avidia e in seguito la contrada del centro abitato[31][32]. Il gentilizio Avidius ricorre in altre iscrizioni della vicina Alba Fucens[33].
- stando a una supposizione l'origine del nome sarebbe invece connessa al prediale Ad Vetianum o Ad Vettianum[32]. Il luogo infatti sarebbe stato frequentato in epoca romana dalla gens Vezzia[34] da cui il toponimo vetiano o vettiano trasformatosi linguisticamente in Avezzano[35].
- l'ipotesi che lega l'origine del nome all'invocazione Ave Jane è stata giudicata inverosimile per mancanza di evidenze di carattere scientifico[32].

## Storia

### Origini

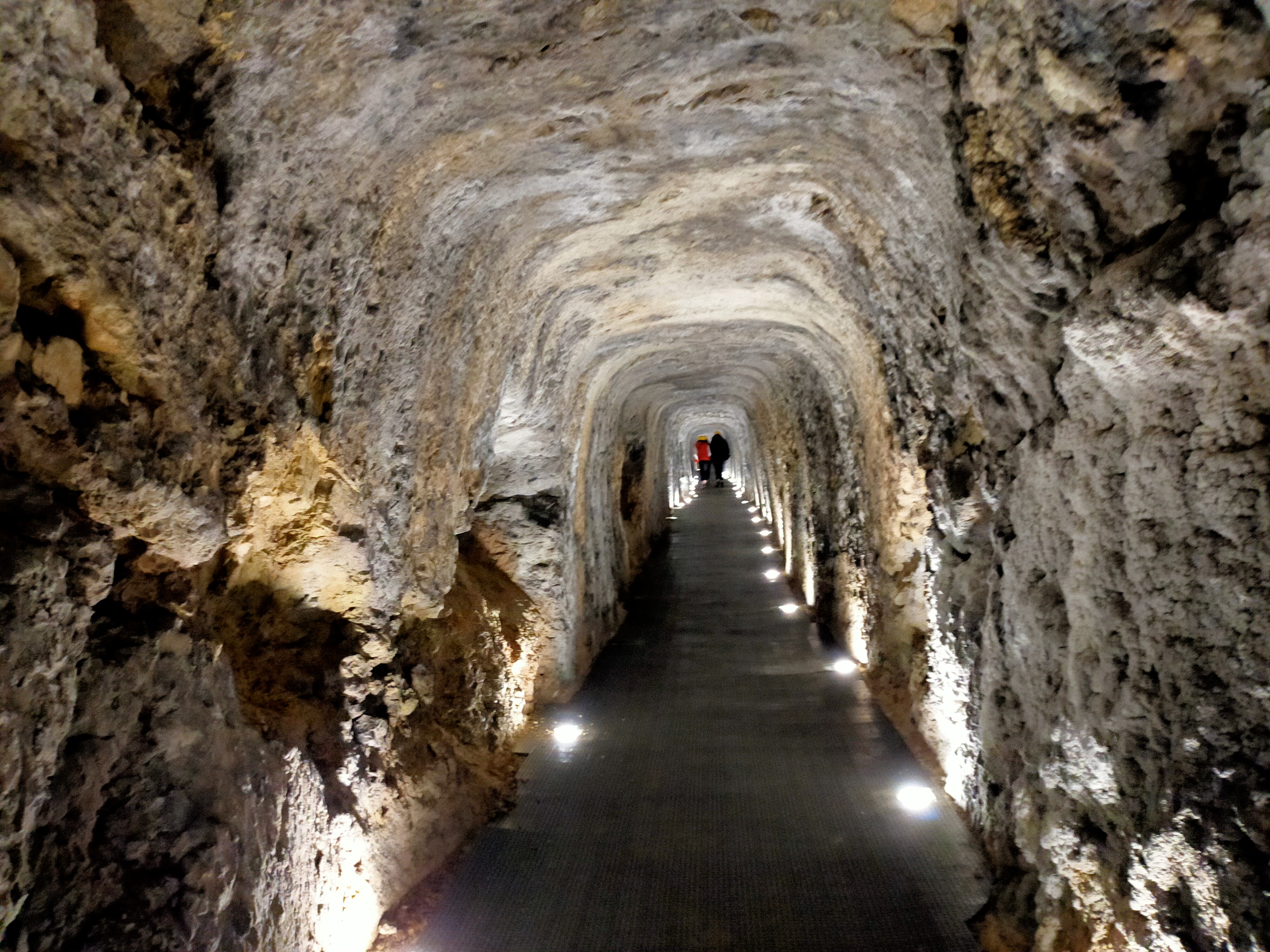
Interno del cunicolo del Ferraro

Le tracce della presenza dei cacciatori nomadi sono databili al Paleolitico inferiore, mentre lo stanziamento a carattere continuativo risale tra il Paleolitico medio e il Paleolitico superiore. Testimonianze di varia natura, archeologica e zoologica, sono emerse dalle cavità di origine tettonica del monte Salviano, in particolare dalle caverne Afra e La Difesa e dalla grotta di Ciccio Felice oltre che dai siti preistorici di Antrosano e Paterno.
Tracce delle necropoli di epoca romana, risalenti tra l'VIII e il V secolo a.C., sono emerse nelle località situate lungo la linea di confine dei territori occupati da Equi e Marsi come colle Sabulo, Cretaro-Brecciara e valle Solegara. Il fundus Avidianus, riconducibile al II-I secolo a.C., fu incluso totalmente nell'ager di Alba Fucens dopo la colonizzazione romana.
Nel 41 d.C. l'imperatore Claudio avviò i lavori finalizzati al prosciugamento del lago Fucino attraverso un emissario ipogeo servito da alcuni cunicoli, realizzati a sud della contemporanea Avezzano. L'opera idraulica, considerata tra le più ardite dell'epoca romana, fu completata nel 52 d.C. portando al prosciugamento di una buona parte del bacino lacustre attraverso lo scolo delle acque nel fiume Liri. Con la caduta dell'Impero romano d'Occidente e le successive invasioni barbariche venne a mancare l'attività di manutenzione tanto che i sottopassi si ostruirono causando il totale ritorno del lago nel suo alveo naturale.

### Medioevo

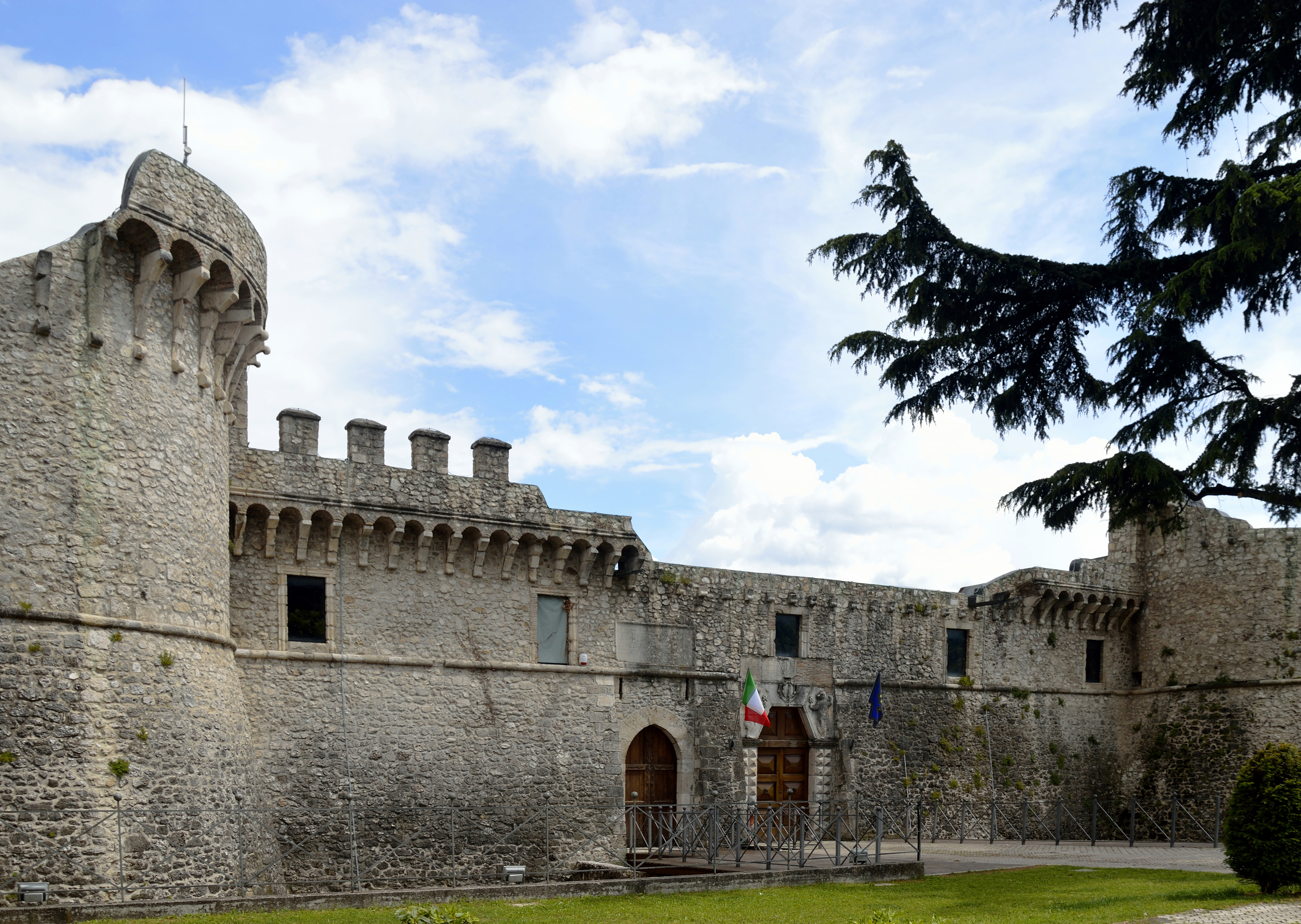
Il castello Orsini-Colonna

Devastato dalle incursioni degli eserciti stranieri dei Goti, Greco-bizantini e Alemanni per quasi tutto il periodo altomedievale il territorio fu caratterizzato dalla presenza di centri abitati sparsi, gli antichi pagi, situati perlopiù sui contrafforti montuosi e nei pressi dell'originario tracciato della via Tiburtina Valeria, lungo l'asse Incile del Fucino-Alba Fucens.
Avezzano è citata per la prima volta con chiarezza in un diploma del IX secolo riportato da Leone Marsicano nella Chronica sacri monasterii casinensis. Tuttavia il processo di aggregazione che formò la cittadella ebbe inizio dopo la battaglia di Tagliacozzo vinta da Carlo I d'Angiò, a cui seguì la distruzione di Albe e del nucleo di Pietraquaria e, secondo alcuni storici, con il coincidente abbandono dell'area di Penna, collocata tra l'Incile e il sito di Lucus Angitiae.
Gli statuti dell'universitas risalgono presumibilmente al XIV secolo mentre il centro urbano si sviluppò ulteriormente quando diversi villaggi adiacenti alla località Pantano completarono l'accorpamento per motivi logistici intorno alla chiesa dedicata in origine a san Clemente o, secondo altre fonti a sant'Antonio Abate o a san Pietro e, solo successivamente, a san Bartolomeo. La città fedele a Filippo II d'Angiò fu fatta devastare da Francesco I del Balzo che nella seconda metà del Trecento ordinò il sacco compiuto dal capitano di ventura Ambrogio Visconti e da 12 000 scorridori.

### Età moderna
Il XV secolo segnò il declino definitivo di Albe, fino ad allora centro di riferimento politico e amministrativo della contea, a favore della cittadina confinante. Il territorio fu al centro delle lotte di potere tra le famiglie romane degli Orsini e dei Colonna. Gentile Virginio Orsini fece trasformare il castello trecentesco in una rocca rinascimentale, conformandola ai nuovi criteri dell'architettura militare. Gli Orsini mantennero il controllo delle contee e delle baronie marsicane fino agli anni 1495-1499, periodo in cui alcuni diplomi di re Federico I di Napoli attestano chiaramente il predominio dei Colonna sulla famiglia rivale; la loro signoria durò ininterrottamente per circa tre secoli fino all'abolizione dei feudi. Nel 1811 Gioacchino Murat decretò l'istituzione del distretto di Avezzano.
Il fenomeno del brigantaggio fu al centro delle vicende storiche del comprensorio prima e dopo l'unità d'Italia in seguito alla quale venne creato il circondario di Avezzano.

### Età contemporanea
(Ferdinand Gregorovius, Passeggiate per l'Italia)

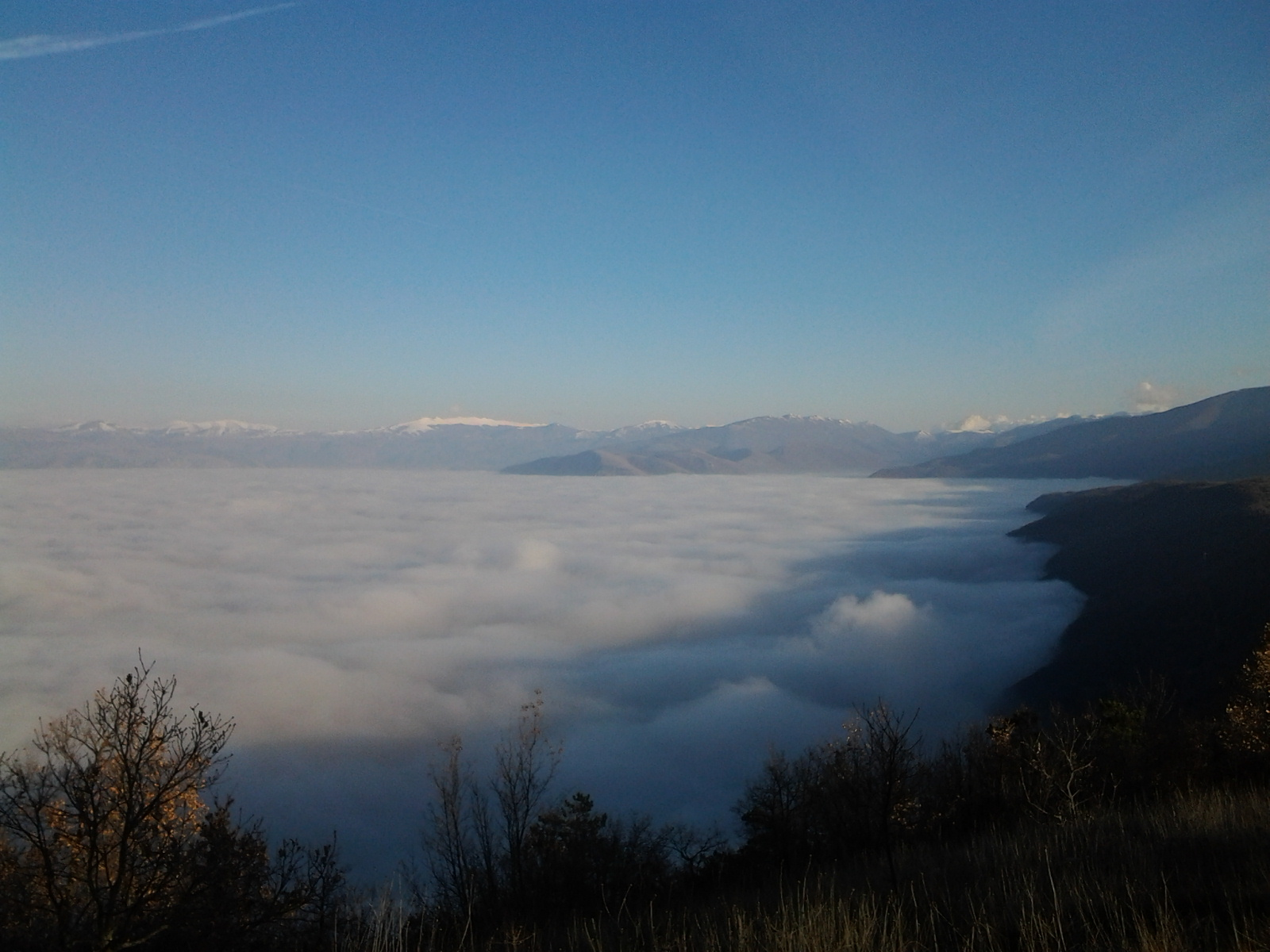
Illusione ottica del lago in un giorno di nebbia

Tra il 1855 e il 1876 Alessandro Torlonia fece prosciugare definitivamente il lago Fucino che era il terzo bacino lacustre in Italia per superficie, dopo il Garda e il Maggiore. Fu ripreso il progetto di diciotto secoli prima e attraverso il restauro e l'ampliamento dell'incile, dell'emissario e dei cunicoli di Claudio l'alveo fucense divenne una pianura coltivabile di oltre 14 000 ettari. Successivamente alla bonifica delle terre emerse la zona venne dotata di diverse infrastrutture come la rete viaria interna, a cui seguì la realizzazione delle strade per Sulmona e Tivoli tra il 1873 e il 1881, della ferrovia Roma-Sulmona nel 1888 e della linea diretta a Sora e Napoli nel 1902 dopo la realizzazione della galleria elicoidale di Capistrello. Risale alla seconda metà dell'Ottocento anche il progetto di ferrovia Rieti-Avezzano che non fu mai portato a termine.
Nel pieno dello sviluppo socioeconomico l'area fucense fu colpita il 13 gennaio 1915 dal terremoto della Marsica, classificato tra i maggiori eventi sismici avvenuti in Italia per forza distruttiva e numero di vittime. La scossa principale, registrata dall'Istituto nazionale di geofisica e vulcanologia alle ore 07:52:43, provocò 30 519 morti e la devastazione di numerosi comuni dell'Italia centrale. Ad Avezzano, prossima all'epicentro, le vittime furono oltre diecimila.
Molti giovani avezzanesi scampati al sisma persero la vita sul fronte durante la prima guerra mondiale. Con la successiva ricostruzione, favorita dai prigionieri austro-ungarici del campo di concentramento e dai soldati della Legione Romena d'Italia, vennero trasferiti nella città nuova uffici pubblici ed ecclesiastici e la cattedra della diocesi dei Marsi.
La città subì durante la seconda guerra mondiale diversi bombardamenti aerei, nuovamente distrutta per oltre il 70% fu liberata dall'esercito neozelandese il 10 giugno 1944. In seguito alle lotte contadine del secondo dopoguerra fu attuata la riforma agraria che permise l'espropriazione anticipata dei terreni del Fucino ai danni dei Torlonia, l'assegnazione agli agricoltori diretti e il miglioramento delle condizioni socioeconomiche del territorio.
Nel 1961 il comune di Avezzano fu decorato con la medaglia d'argento al merito civile per gli atti di abnegazione della sua comunità durante il secondo conflitto mondiale; fu elevato a rango di città con decreto del presidente della Repubblica del 21 giugno 1994.

### Simboli
Lo stemma in uso è il decimo nella storia di Avezzano, è stato concesso con decreto del presidente della Repubblica Oscar Luigi Scalfaro dell'8 agosto 1994.
Stemma
Gonfalone

## Monumenti e luoghi d'interesse

### Architetture religiose

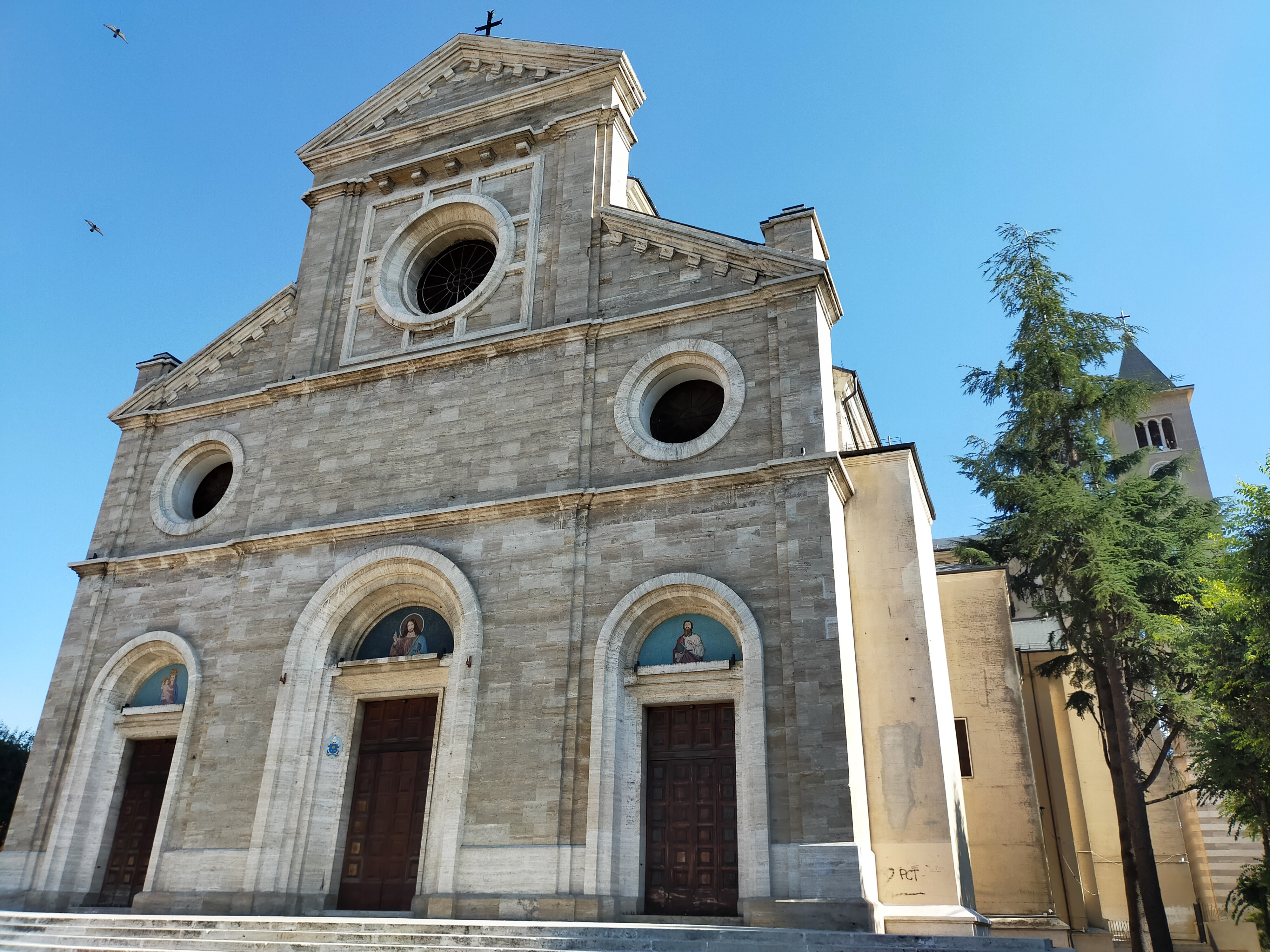
Cattedrale fotografata per Wiki Loves Monuments

Cattedrale dei MarsiLa chiesa madre della diocesi è dedicata a san Bartolomeo, patrono di Avezzano insieme alla Madonna di Pietraquaria, proclamata compatrona nel 1978. La cattedrale, voluta dopo il terremoto del 1915 dal vescovo Pio Marcello Bagnoli, venne progettata dall'autore del piano regolatore generale comunale, l'ingegnere Sebastiano Bultrini, subendo tuttavia notevoli modifiche. Realizzata in piazza Risorgimento e consacrata la prima volta nel 1942 venne danneggiata due anni dopo dai bombardamenti alleati. Con il progetto di restauro, elaborato prima dall'architetto Pasquarelli e in seguito dall'ingegnere Giuseppe Mazzocca, venne realizzata la facciata di travertino in stile neorinascimentale.

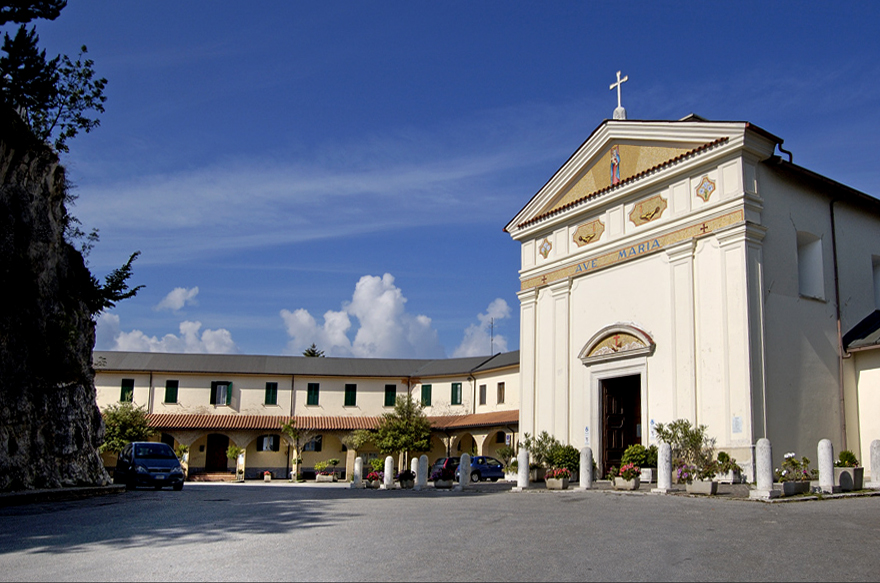
Santuario della Madonna di Pietraquaria

Santuario della Madonna di PietraquariaLa piccola chiesa originaria risalente con ogni probabilità al Duecento cadde in rovina in seguito all'abbandono del centro fortificato di Pietraquaria e venne ricostruita nel 1614 e ampliata nel corso dell'Ottocento. Il santuario con base a croce latina ha un'unica navata e un'ampia abside. Esternamente è affiancato dal campanile a base quadrata e dal convento costruito nel 1840 e successivamente ampliato. Lateralmente si trova la "Domus Mariae" che venne inaugurata nel 1957 e affidata alle suore benedettine di carità.

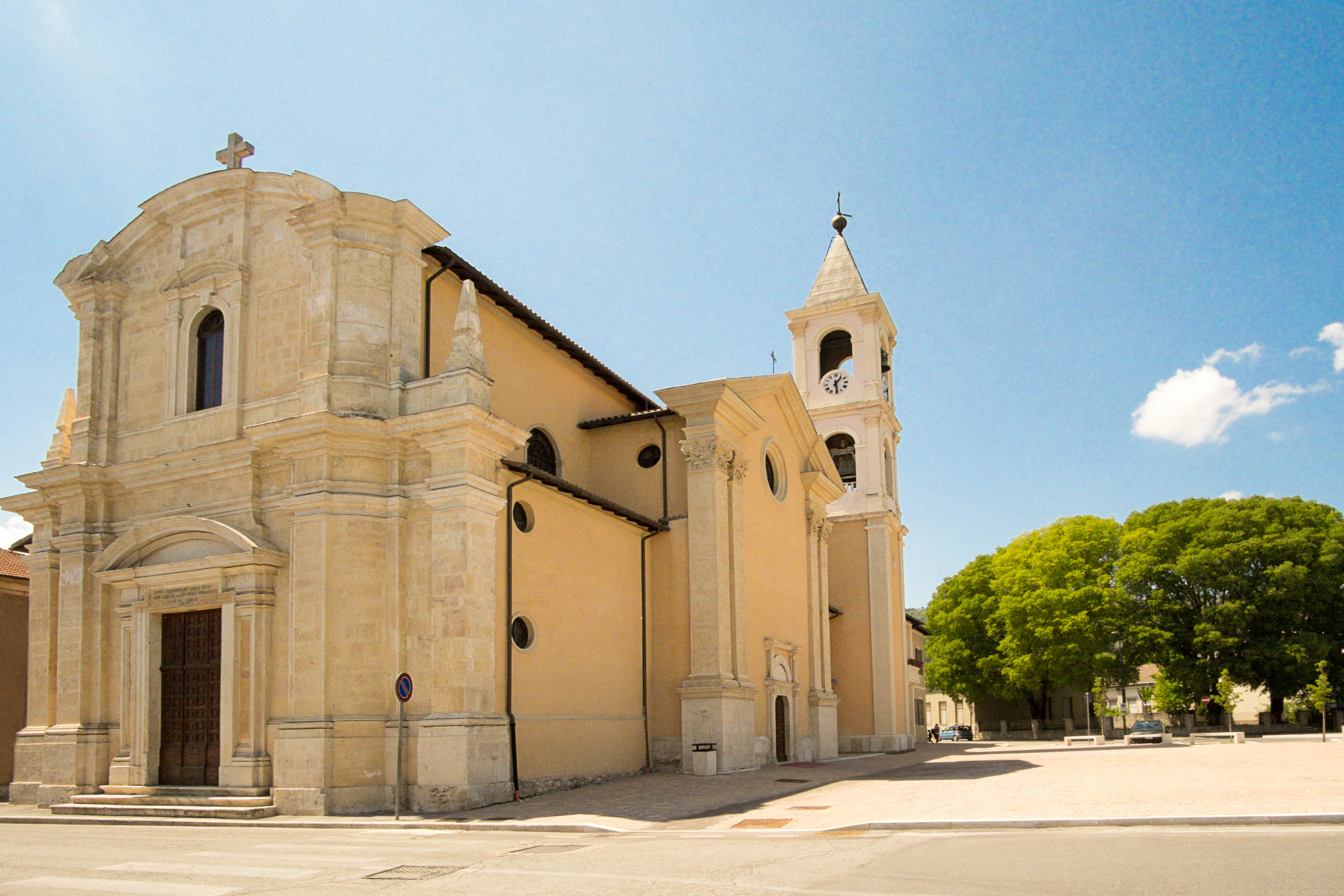
Chiesa di San Giovanni Decollato

Chiesa di San Giovanni DecollatoDi costruzione quattrocentesca fu in origine dedicata a san Francesco. Quasi completamente distrutta dal sisma del 1915, venne ricostruita negli anni trenta su progetto dell'ingegnere Loreto Orlandi che aggiunse sulla facciata laterale il portale cinquecentesco della scomparsa chiesa di Santa Maria in Vico. Presenta stili architettonici variegati con interno e facciata caratterizzati da elementi decorativi in stile tardobarocchi, mentre il portale centrale è di fattura rinascimentale.
Chiesa di San RoccoLa chiesa originaria bassomedievale, la cui facciata richiamava lo stile romanico, era situata oltre la cinta muraria. Dopo il sisma del 1915 venne riedificata in un'altra area, su progetto dall'architetto Giuseppe Zander, e inaugurata nel 1958. Esternamente le parti inferiori di facciata e campanile sono rivestite di travertino e quelle superiori con ceramiche gialle e verdi.
Chiesa di Santa Maria in VicoInsieme al convento dei frati cappuccini, la chiesa del XVI secolo andò distrutta a seguito del sisma del 1915 unitamente ad altri edifici religiosi come la collegiata di San Bartolomeo, l'ex monastero di Santa Caterina e la chiesa di San Nicola. Convento e chiesa furono riedificati a cominciare dagli anni venti in un'area diversa della città ricostruita. Accanto al sito della chiesa scomparsa è collocato il cimitero monumentale di Avezzano.
Santuario della Madonna del Silenzio in San FrancescoLa chiesa di San Francesco fu edificata insieme al convento tra il 1920 e il 1922 nel quartiere Frati. Nel 1939 furono abbattute le strutture con gravi problemi statici; la riedificazione avvenne nel 1971. Nel 2020 la chiesa è stata elevata a santuario diocesano intitolato alla Madonna del Silenzio. Una nicchia ospita il dipinto su tavola di autore ignoto riconducibile inizialmente allo stile bizantino (IX-X secolo), da studi successivi invece al tardo gotico del XV secolo. Fu recuperato, insieme al tabernacolo ligneo settecentesco, dalle rovine della chiesa di Vico. Le pitture murali sono opera di Francesco Antonio Bianchi.
Chiesa di San GiuseppeFu il primo edificio sacro ricostruito in città dopo il 1915, fungendo da cattedrale fino alla ricostruzione della chiesa di San Giovanni Decollato e, successivamente, della nuova cattedrale di Avezzano. Di piccole dimensioni è dedicata al culto ortodosso.
Chiesa della Madonna del PassoSituata nel moderno quartiere di Borgo Pineta, venne completata nel 1959 e affiancata dal campanile negli anni settanta. La struttura a croce latina presenta tre navate. In fondo alla navata centrale si trova l'abside poligonale, in quelle laterali sono collocati i fonti battesimali.

### Architetture civili

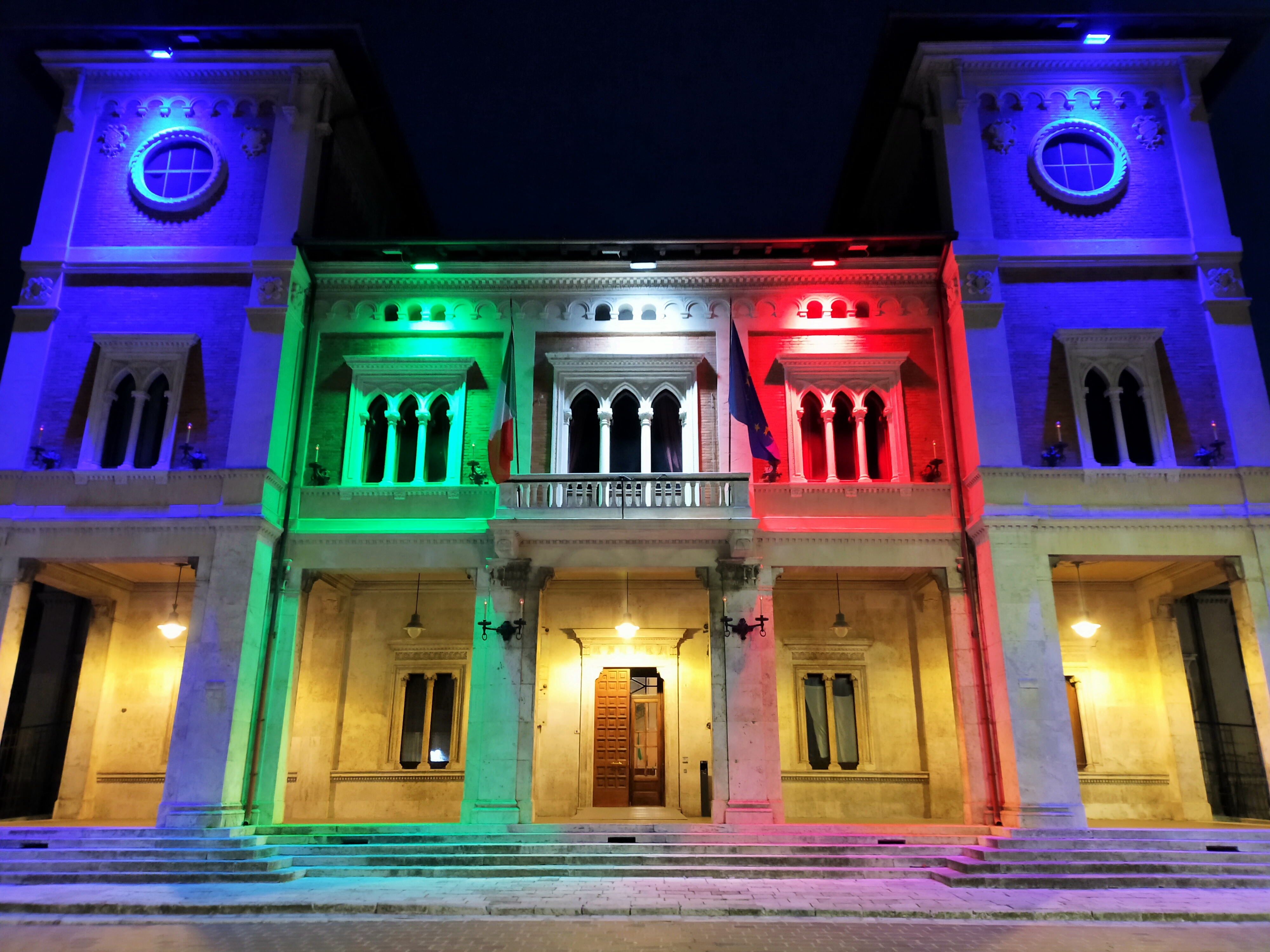
Il palazzo municipale illuminato in occasione dell'anniversario dell'Unità d'Italia

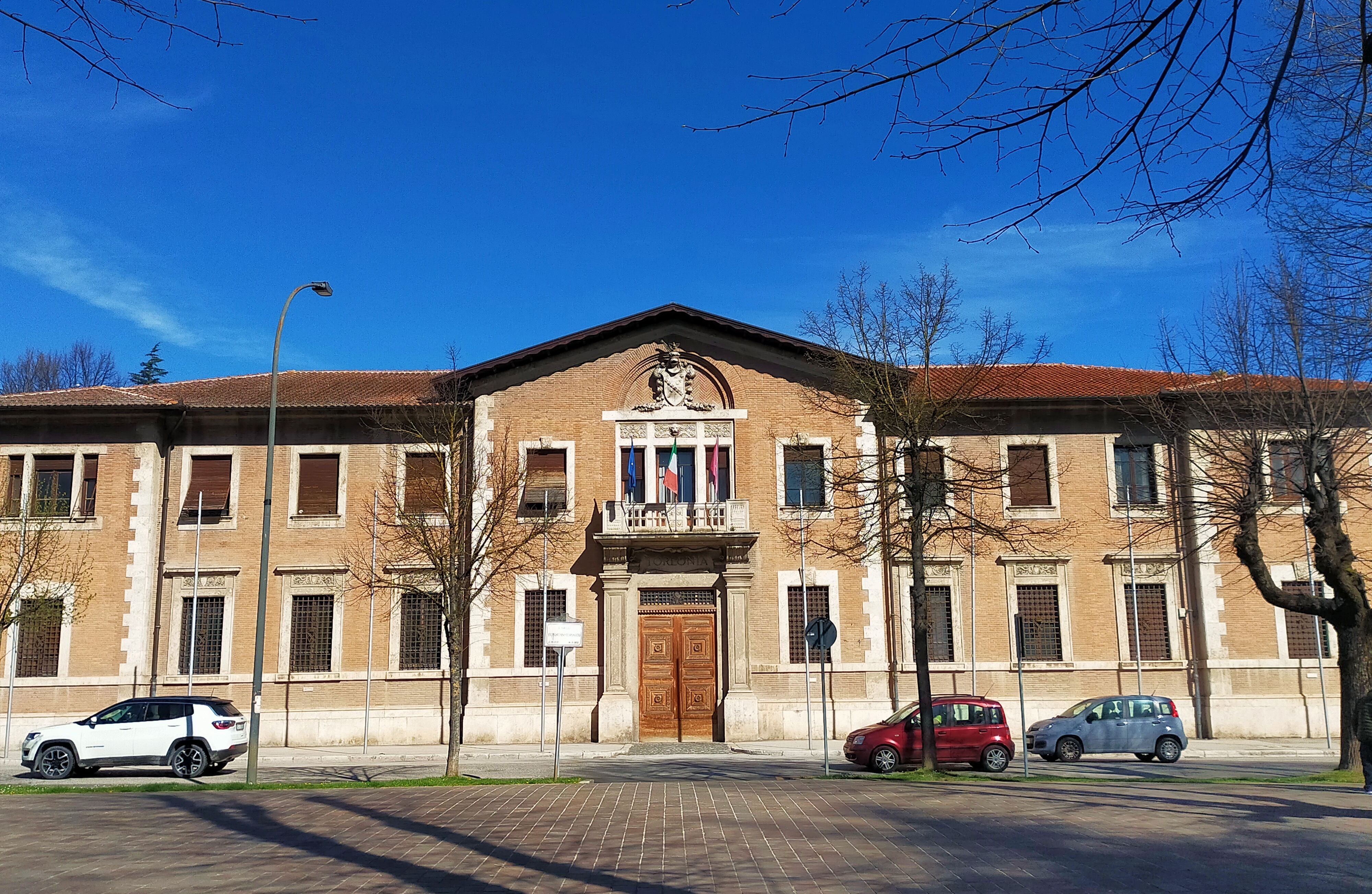
Palazzo Torlonia

Palazzo di GiustiziaProgettato nel 1917 in stile neoclassico-eclettico dall'architetto Luigi Gallo, l'edificio venne inaugurato nel 1930 per ospitare la sede del tribunale istituita nel 1861. Nel 1944 il palazzo subì gravi danni dai bombardamenti.
Palazzo MunicipaleUltimato il 15 dicembre 1927 su progetto di Sebastiano Bultrini presenta uno stile architettonico ispirato alle ville toscane del Quattrocento. La sala consiliare è adornata da affreschi realizzati da Ciro Mantegna sui bozzetti del pittore siciliano Ferdinando Stracuzzi, i cui simboli littori furono sostituiti dopo la caduta del fascismo da Francesco Antonio Bianchi con covoni di fiori e grano. Le pitture raffigurano la bonifica del Fucino e la ricostruzione della città dopo il 1915.
Palazzo TorloniaCostruito alla fine dell'Ottocento crollò quasi completamente nel 1915. Il palazzo originario era dotato di tre piani sormontati da una piccola torre campanaria con orologio. Sulla facciata del palazzo fatto ricostruire nel 1925 da Giovanni e Carlo Torlonia fu esposta intorno al 1927 la scultura raffigurante lo stemma del principato del Fucino con l'effigie dell'araba fenice sul rogo a simboleggiare la rinascita del territorio. L'opera che nel 1944 sarebbe stata trafugata dai tedeschi in ritirata venne successivamente sostituita. Le sale del primo piano sono decorate con i pavimenti in ceramiche dipinte di Vietri sul Mare e gli affreschi di Vincenzo Alicandri, Francesco Antonio Bianchi e Pietro Cascella. Dopo la riforma agraria del 1950 il palazzo ha ospitato gli uffici amministrativi dell'ente Fucino e dell'agenzia regionale per i servizi di sviluppo agricolo, prima di essere gestito dal comune insieme alle pertinenze dell'omonima villa.
Palazzo VescovileLa residenza vescovile, progettata negli anni venti da Sebastiano Bultrini, venne inaugurata nel 1928. Posteriormente a essa è situato l'edificio che ha ospitato il seminario diocesano; le due strutture sono state realizzate dopo lo spostamento della cattedra diocesana da Pescina ad Avezzano. Lo stile architettonico è caratterizzato da elementi semplici e lineari.
Teatro dei MarsiProgettato nel 1971 dall'architetto Furio Cruciani è stato inaugurato nel 2006, dopo una lunga fase progettuale e burocratica. La moderna struttura ha una capienza di circa 800 posti a sedere, ampia platea, galleria, foyer disposto su due piani e possiede caratteristiche tecniche congeniali a concerti, opere liriche e prosa.

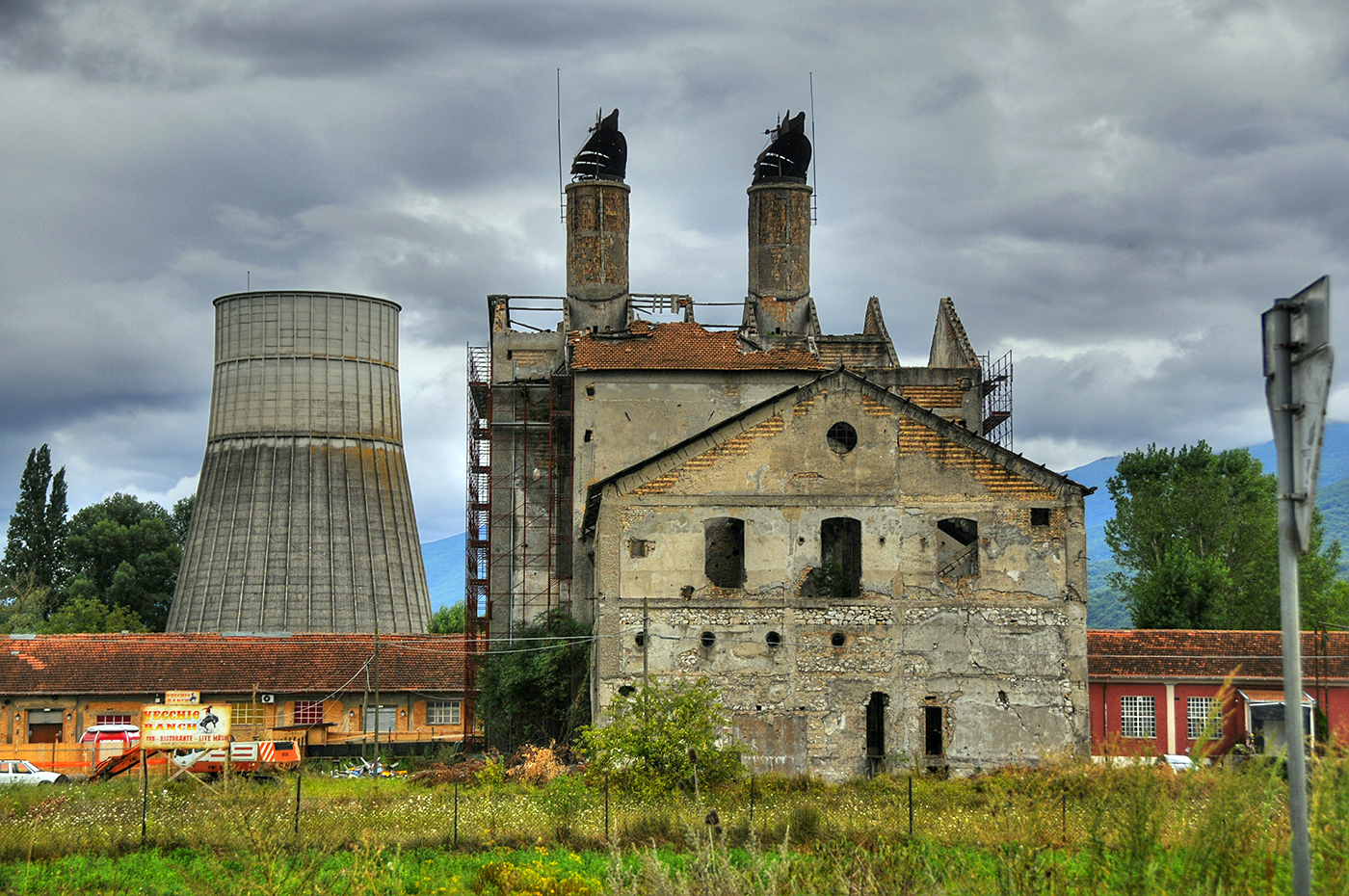
L'edificio delle malterie italiane nei pressi dell'ex zuccherificio

Villino CimarosaEdificio in stile Liberty situato accanto alla chiesa della Madonna del Passo. Edificato esternamente al campo di concentramento nel 1916 per ospitare gli uffici del genio militare, divenne dal 1942 il quartier generale cittadino delle SS. Riutilizzato come asilo e successivamente abbandonato è stato vincolato dalla Soprintendenza.
Zuccherificio di AvezzanoIl complesso dismesso è un sito d'interesse archeologico-industriale. Fu costruito da una società italo-tedesca alla fine del XIX secolo, alcuni anni dopo il prosciugamento del Fucino, e reso completamente funzionante nel 1903. Le parti che subirono gravi danni dal sisma del 1915 e durante la seconda guerra mondiale furono ricostruite con uno stile architettonico distinto. L'attività industriale cessò nel 1986.

### Architetture militari
Castello Orsini-ColonnaSul sito in cui si trovavano i resti della torre di avvistamento a base quadrata innalzata nel 1181 da Gentile di Palearia e fatta espugnare nel 1363 da Francesco I del Balzo ha avuto inizio la costruzione del castello dallo stile essenziale, con mastio interno circondato da cinta muraria quadrata ai cui angoli spiccavano le torrette rompitratta. Nel 1490 venne rimaneggiato nelle forme rinascimentali per volontà di Gentile Virginio Orsini, con il probabile concorso tecnico di Francesco di Giorgio Martini. Nel 1546 il maniero fu fatto ampliare da Marcantonio Colonna con l'adeguamento a palazzo fortificato e la realizzazione del giardino. Gravemente danneggiato nel 1915 e nel 1944 è stato parzialmente restaurato su progetto dell'architetto Alessandro Del Bufalo nel 1994.

### Monumenti

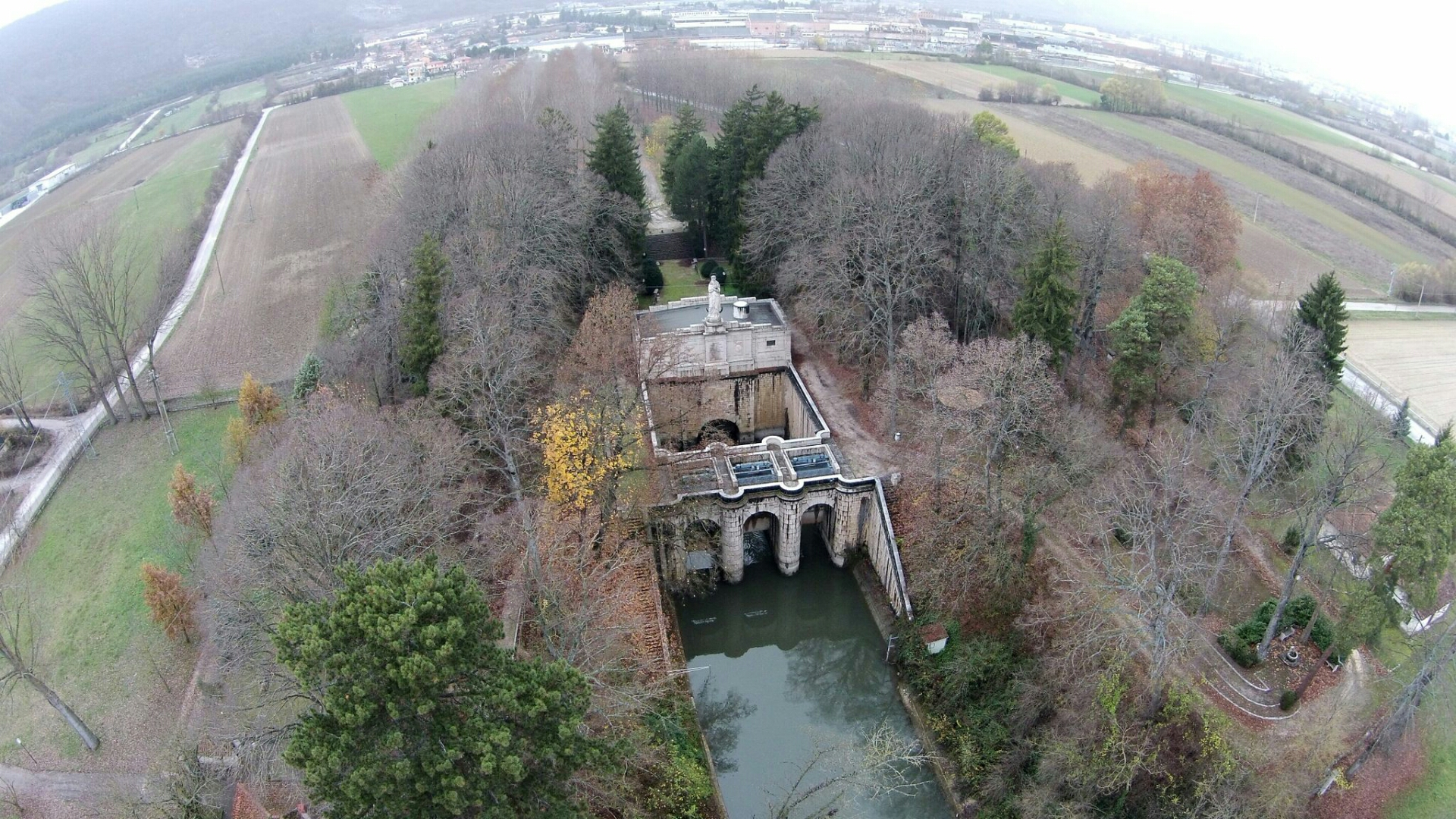
Testata dell'emissario del Fucino vista dall'alto

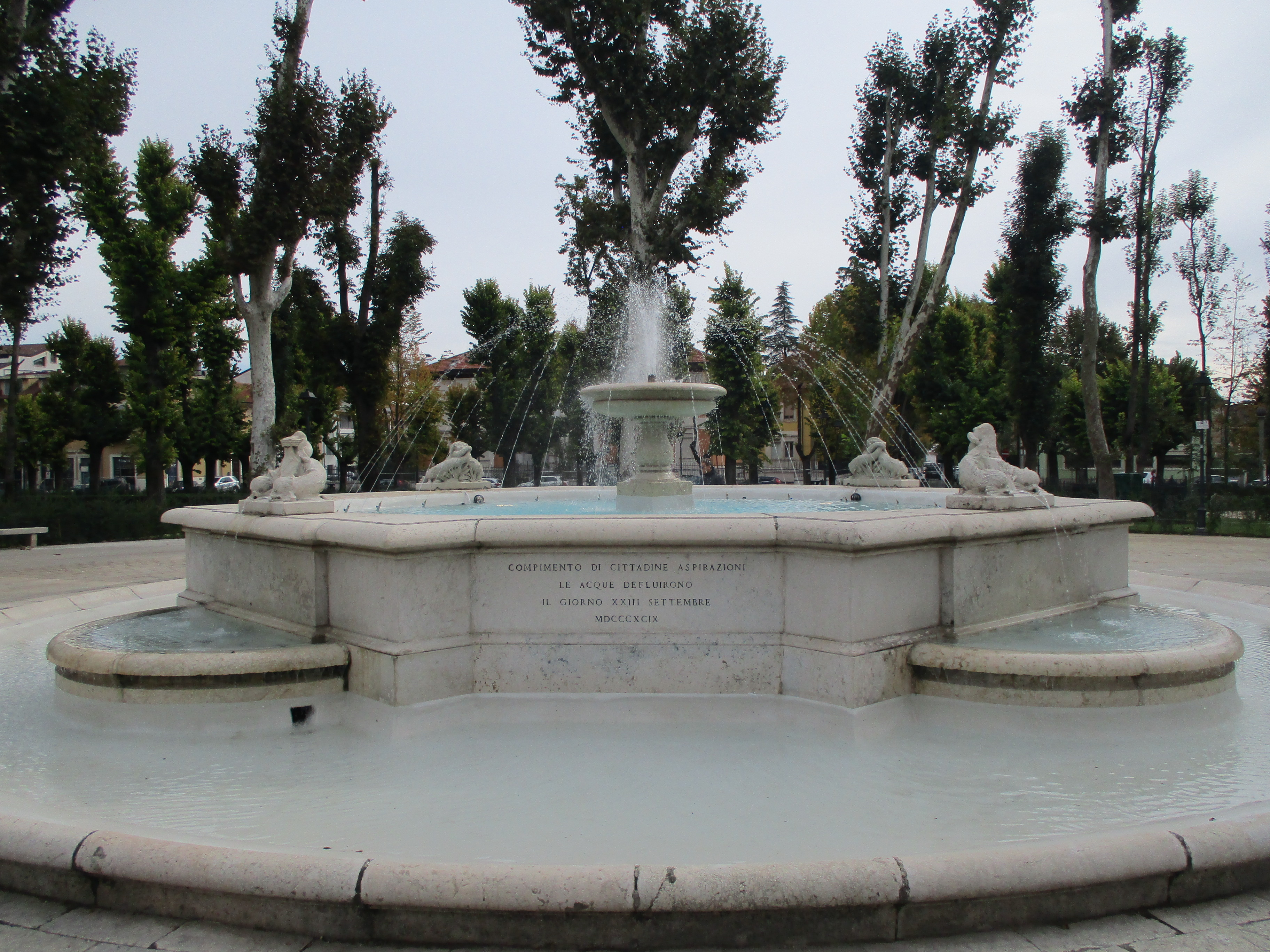
Fontana di piazza Torlonia

Incile del FucinoIn località Borgo Incile all'imbocco dell'emissario si trova l'infrastruttura monumentale in stile neoclassico completata nel 1876 in occasione del prosciugamento totale del bacino fucense, la cui progettazione architettonica insieme a quella del giardino venne curata da Carlo Nicola Carnevali. Il ponte delle paratoie a tre archi è sovrastato dalla testata dell'emissario e dalla statua alta circa sette metri dell'Immacolata Concezione di Maria. La statua presente è la copia identica di quella originale crollata nel 1915. Sul capo della Vergine si trova una corona di dodici stelle, mentre altri elementi in bronzo richiamano l'apocalisse biblica. L'opera funzionante, realizzata già in epoca romana, connette il canale esterno all'emissario ipogeo servito sul monte Salviano dal sistema dei cunicoli di Claudio.
Segnata dal terremoto della Marsica del 1915 e dai bombardamenti della seconda guerra mondiale, l'area urbana di Avezzano non presenta un ampio patrimonio monumentale e artistico. Nel centro della città, si trovano il fontanile cinquecentesco di Marcantonio Colonna e il monumento ai caduti per la Patria intitolato Gloria al fante, sormontato dalla statua bronzea raffigurante la Vittoria, venne inizialmente collocato in piazza Risorgimento e successivamente spostato in piazza Torlonia. L'opera, realizzata dopo la metà degli anni venti dallo scultore neo-ellenistico Ermenegildo Luppi, fu inaugurata l'8 febbraio 1931 alla presenza del ministro Pietro Gazzera e dell'onorevole Carlo Delcroix. La fontana circolare ottocentesca situata nella stessa piazza fu progettata dall'agrimensore Giulio Del Pelo Pardi e realizzata nel 1899 dallo scalpellino Enrico Santirocco.
Sul monte Salviano si trovano il memoriale realizzato in ricordo delle vittime del terremoto del 1915 e della prima guerra mondiale, il cui obelisco è stato realizzato nel 1965 dallo scultore Pasquale Di Fabio e la scultura Teatro della Germinazione, opera del 1998 di Pietro Cascella collocata nei pressi del valico.

### Siti archeologici

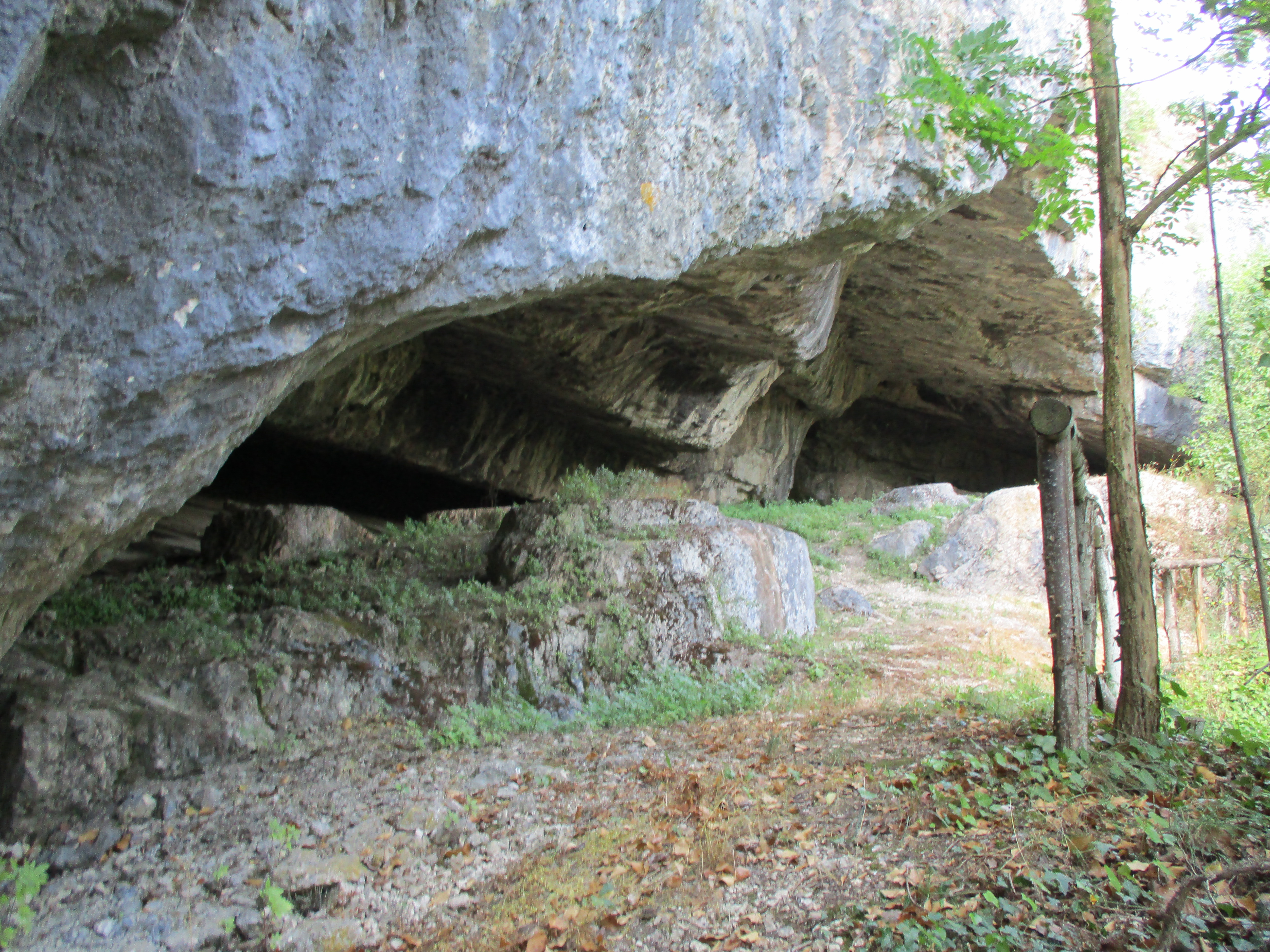
Ingresso della grotta di Ciccio Felice

Collegiata di San BartolomeoL'area di scavo archeologico dell'ex collegiata seicentesca di San Bartolomeo è situata nel vecchio centro urbano di Avezzano. A cominciare dai primi anni 2000 sono tornati alla luce i sepolcri collettivi e i resti delle chiese preesistenti risalenti alle diverse fasi imperiale, medievale e rinascimentale. L'abate e storico Muzio Febonio, nell'opera Historiae Marsorum, ipotizzò che la chiesa originaria fu intitolata inizialmente a sant'Antonio abate e venne edificata tra il IX e il X secolo sui resti di un tempio pagano, in località Pantano.
Cunicoli di ClaudioA sud della città, alle pendici del monte Salviano, si affacciano sulla conca fucense gli imbocchi dei cunicoli di servizio dell'emissario sotterraneo. Il tunnel, lungo circa sei chilometri, presenta una sezione variabile da 5 a 10 metri quadrati e un dislivello pari a 8,44 metri. L'opera, fatta realizzare da Claudio tra il 41 e il 52 d.C., servì a diminuire notevolmente la portata del lago Fucino allontanando i rischi connessi a inondazioni e malsane secche estive, favorendo così le attività agricole. I lavori coinvolsero oltre 25 000 uomini tra schiavi e maestranze; per semplificare la perforazione e l'estrazione del materiale roccioso vennero scavati, in parte a mano, trentadue pozzi verticali e sei cunicoli inclinati. Con la caduta dell'Impero romano, in assenza di manutenzione, la galleria si ostruì facendo ritornare lo specchio d'acqua ai livelli originari. Il progetto fu ripreso e ampliato circa diciotto secoli dopo la messa in opera da Alessandro Torlonia che portò a termine il totale prosciugamento e la successiva bonifica. L'area è tutelata dal parco archeologico istituito nel 1977.
Grotta di Ciccio FeliceSituata alle pendici del monte Salviano è un sito d'interesse archeologico e speleologico. Le prime notizie scientifiche divulgate da Pietro Barocelli risalgono al 1949 pochi anni dopo il termine della seconda guerra mondiale, durante la quale venne utilizzata dagli avezzanesi come un rifugio antiaereo. Dal sito sono emersi vari strumenti per la caccia e frammenti litici risalenti al Paleolitico superiore e all'Eneolitico, oltre a numerose tracce strutturali dell'età del ferro e materiali ceramici databili al IV-I secolo a.C. Non distante è situata la piccola grotta Afra indagata nel 1956.
Villa romanaIn località Macerine, nelle adiacenze della strada statale 5 Via Tiburtina Valeria, sono emersi i resti della villa romana edificata nel II secolo a.C. lungo l'originario tracciato della via Tiburtina Valeria. Il sito, incluso nell'ager publicus di Alba Fucens, presenta un settore rustico e uno residenziale. Con gli scavi iniziati nel 2005 sono tornati alla luce i resti delle terme, risalenti al II-III secolo, il pavimento a mosaico con motivi figurati, le tombe del V-VI secolo e altri reperti. L'area archeologica è stata aperta al pubblico nel 2008.
Altri sitiLa necropoli di località Cretaro-Brecciara è stata rinvenuta durante i lavori di realizzazione dell'interporto. Le tombe sono risalenti all'VIII-VII secolo a.C., mentre altri reperti appartengono all'età repubblicana. Nel 2018 altre tre tombe a fossa del VII secolo a.C., contenenti ossa e corredi funerari, sono emerse da un banco sabbioso della località colle Sabulo. Sul monte Salviano sono presenti i resti del recinto fortificato databile all'XI secolo appartenuto al feudo di Pietraquaria che governò una parte del territorio montano circostante. Nel 1978 presso l'insediamento neolitico di Paterno, situato a pianura di Cellitto lungo il tragitto primordiale della via Tiburtina Valeria, è stata rinvenuta l'omonima statuetta litica, oltre al vasellame ceramico. I monumenti funerari di valle Solegara, realizzati in epoca imperiale, sono collocati tra il versante meridionale del colle Pettorino di Alba Fucens e Antrosano, al lato dell'originaria via Valeria; nella stessa area sono state rinvenute tracce di tombe databili con ogni probabilità tra il VII e il V secolo a.C. Il sito archeologico di Alba Fucens, fondata come una colonia di diritto latino e divenuta una città commerciale, sorge a circa sette chilometri a nord di Avezzano; sul colle di San Pietro si trova l'anfiteatro romano, mentre su un fianco del colle Pettorino si apre la cavea del teatro albense.

### Aree naturali

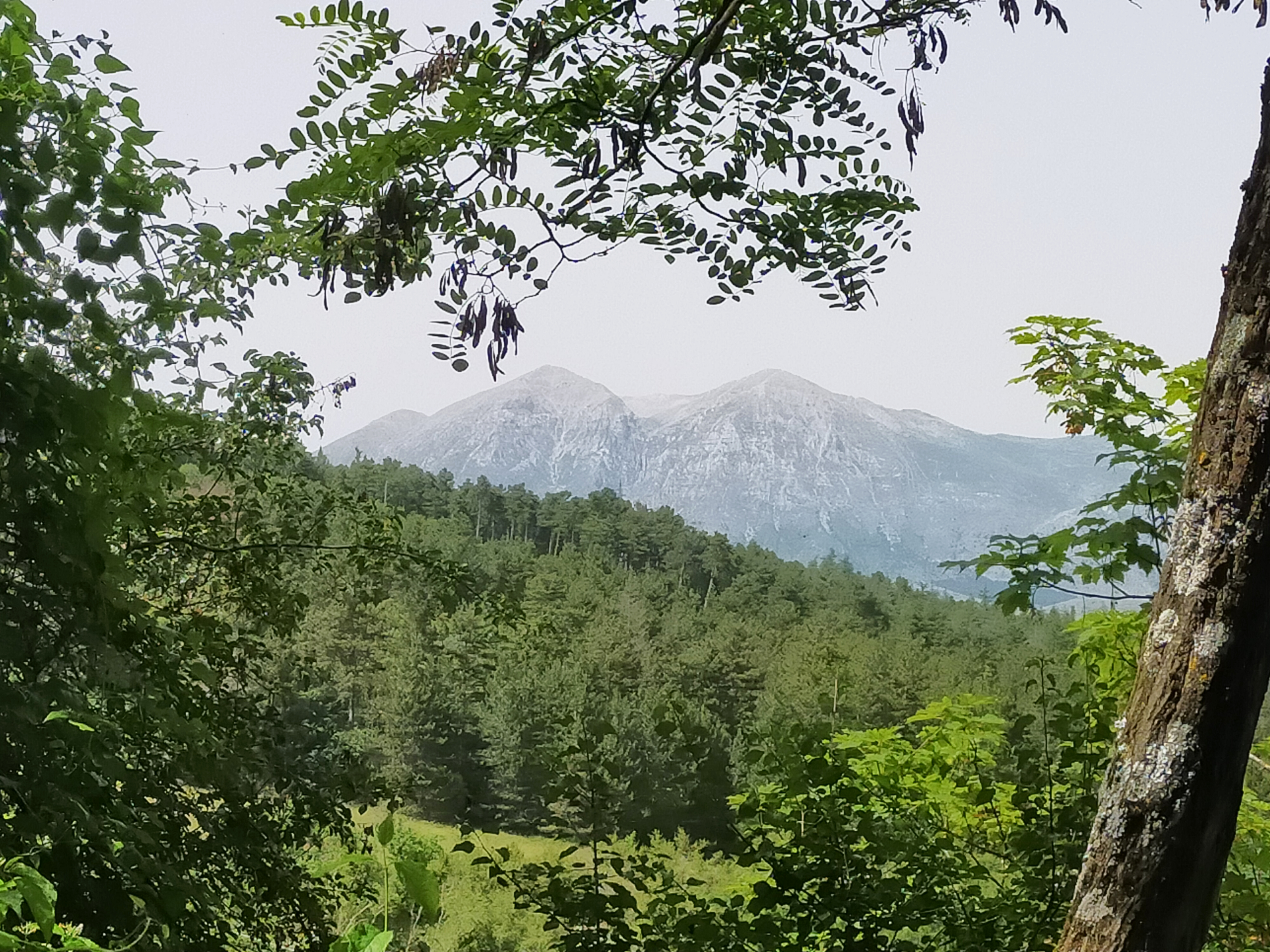
La riserva naturale del Salviano, sullo sfondo il massiccio del Velino, in una foto scattata per Wiki Loves Earth

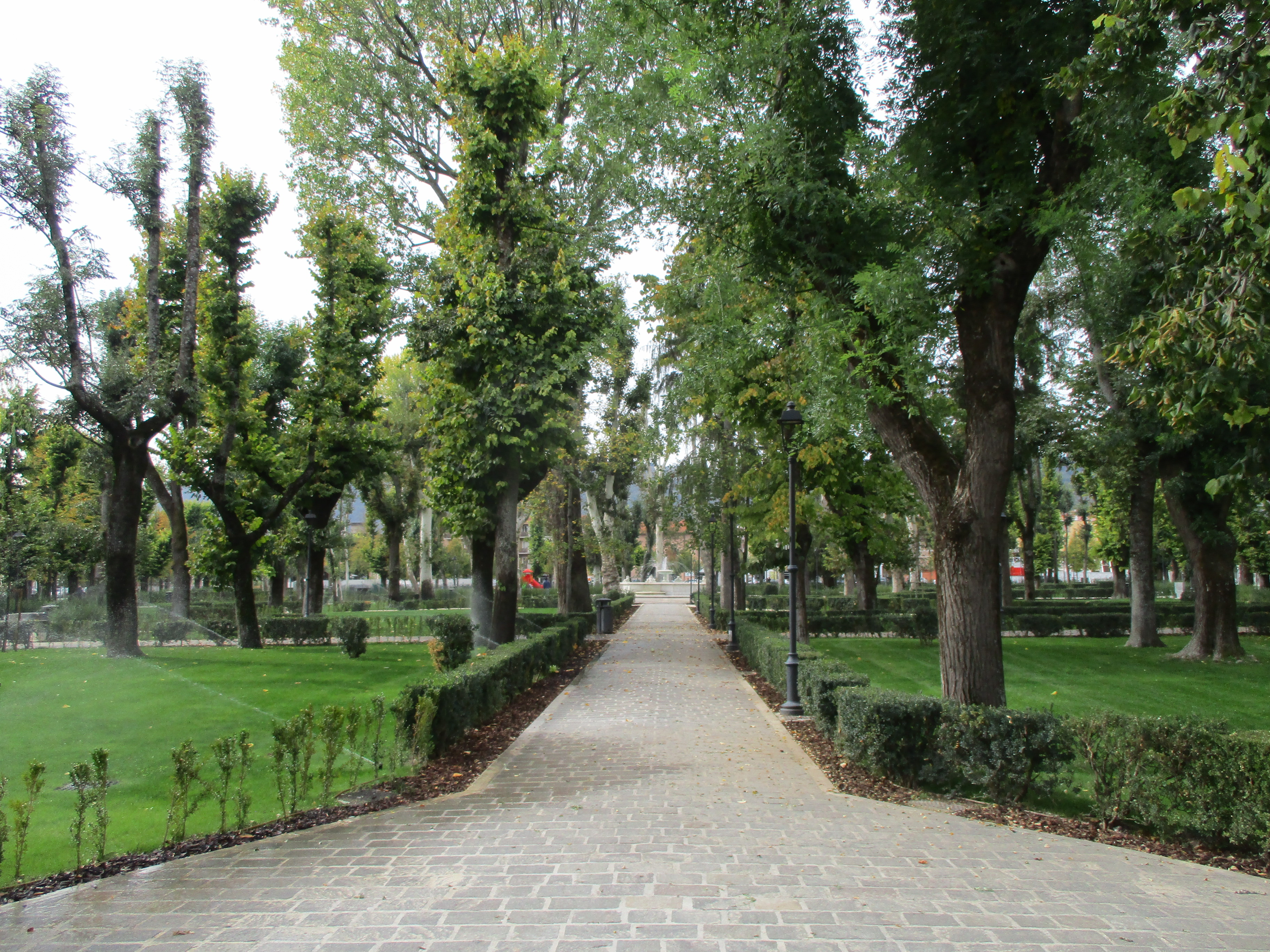
Piazza Torlonia

Riserva naturale guidata Monte SalvianoL'area protetta, già parco periurbano dal 1993, è stata ufficialmente istituita nel 1999 in un'area di circa 722 ettari. Nell'ex bar in pietra è stata realizzata la casa del Pellegrino, un centro culturale in cui sono esposte le fotografie della fauna e della flora locale ed è allestito l'erbario. Il percorso denominato via dei Marsi, incluso nel sentiero europeo E1, risale all'epoca preromana; altri itinerari sono la via del latte e il sentiero intitolato a Robert Baden-Powell che conduce al crocione, una grande croce cristiana di legno innalzata nel 1902 a poca distanza dal santuario della Madonna di Pietraquaria. Nel 2024 è stato inaugurato nei pressi dell'aula verde didattica il parco tematico della fauna, un'area dotata di pannelli divulgativi e alcune sculture lignee a grandezza naturale degli animali della riserva. Il monte Salviano è indicato tra i siti di interesse comunitario dell'Abruzzo.
Villa TorloniaIl parco a pianta rettangolare si estende per oltre tre ettari comprendendo l'omonimo palazzo storico, il palazzo di vetro e la sala convegni intitolata ad Antonio Picchi, gli ex granai, la neviera e il museo della civiltà contadina e pastorale. Quest'ultimo è adibito tra il parco e il padiglione Torlonia, struttura lignea a pianta ottagonale realizzata nel 1891. Nel giardino fatto realizzare dai Torlonia dimorano diversi tipi di piante e alberi come acacia, cedro del Libano, ciliegio giapponese, ginkgo e tasso e sono esposti alcuni frammenti dei capitelli in pietra della statua originaria della Madonna dell'Incile edificata nel 1876 e crollata nel 1915.
Piazza TorloniaA pianta triangolare si trova su un'area pianeggiante del centro urbano. Precedentemente chiamata piazza Aia venne adeguata da Giulio Del Pelo Pardi a un giardino dotato di viali alberati e siepi di bosso. Al centro della piazza è posta la fontana monumentale donata da Anna Maria Torlonia e Giulio Borghese nel 1899, in seguito alla realizzazione del primo acquedotto cittadino. Il busto bronzeo raffigurante il principe Alessandro Torlonia, realizzato dopo la sua morte, e il monumento ai caduti per la Patria sono collocati lateralmente.
PinetaVenne piantumata durante il periodo fascista con lo scopo primario di proteggere la zona dai gelidi venti invernali provenienti dal massiccio del Velino. È collocata a nord del contemporaneo quartiere di Borgo Pineta, in località Tre Conche, nei pressi del sito dell'ex campo di concentramento. La vegetazione della pineta consiste in pini neri di medio e alto fusto.
Parco periurbano La PulcinaArea verde situata nella zona nord della città. Nel 2019 è stato realizzato un parco tematico comunale grande circa 4 000 metri quadrati denominato Dino Park che ospita le riproduzioni in dimensioni reali di alcuni dinosauri animatronici. Nel 2023 è stata inaugurata l'area attrezzata di sgambatura per i cani.

## Società

### Evoluzione demografica
Abitanti censiti

### Etnie e minoranze straniere
I dati dell'istituto nazionale di statistica rilevano al 1º gennaio 2023 una popolazione straniera residente pari a 3 392 persone, rappresentante l'8,3% della popolazione residente ad Avezzano. Le comunità maggiormente rappresentate sono le seguenti:
1. Marocco: 1 090
2. Romania: 829
3. Ucraina: 244
4. Albania: 229
5. Pakistan: 132
6. Cina: 125
7. Bulgaria: 69
8. Georgia: 69
9. Polonia: 66
10. Repubblica Dominicana: 44

### Lingue e dialetti

Mappa dei dialetti italiani meridionali

Il dialetto parlato ad Avezzano è incluso nel sistema dei dialetti meridionali intermedi. Tuttavia il territorio comunale risulta solcato dal confine tra l'area linguistica abruzzese e quella caratterizzata dal continuum dialettale tagliacozzano che si estende alle contemporanee frazioni di Antrosano, Cese e San Pelino.
Il dialetto avezzanese, come quello dell'area fucense-marsicana, presenta relativamente ad alcune caratteristiche fonetiche una somiglianza con il napoletano, ciò a causa degli scambi economici documentati tra le due aree durante il Regno di Napoli attraverso la via per Sora e Cassino.
Nondimeno, in seguito al prosciugamento del lago Fucino e al terremoto del 1915 e successivamente a causa dell'industrializzazione e delle relazioni di pendolarismo con la capitale, si è andato sviluppando un influsso fonetico in forma allofona del dialetto romanesco.

### Religione
Avezzano ospita la sede dell'omonima diocesi, intitolata ufficialmente ai Marsi fino alla modifica del nome avvenuta nel 1986. La cattedra ha avuto due spostamenti, il primo nel 1580 dall'antica chiesa di Santa Sabina a quella di Santa Maria delle Grazie a Pescina, infine in modo ufficiale dal 1924 in città, dove diversi anni dopo venne consacrata la nuova chiesa madre della diocesi, la cattedrale di San Bartolomeo.

### Tradizioni e folclore
Il culto della Madonna di Pietraquaria risale al XII secolo, mentre la festa in onore della compatrona della città contro le siccità, le pestilenze e i terremoti si tiene ufficialmente dal 1779. Il 25 aprile si svolge la fiera, mentre la notte del 26 aprile vengono accesi in tutti i quartieri i cosiddetti "focaracci", falò devozionali sul modello della festa irlandese di Beltane, tradizione che risale al 1870. Il giorno successivo è dedicato alle celebrazioni religiose con la statua della Vergine che viene portata in processione dal santuario alla cattedrale, scendendo lungo il sentiero della Via Crucis e percorrendo le strade cittadine. In occasione di particolari ricorrenze viene trasportato a spalla il grande quadro raffigurante la Madonna col Bambino. Nel mese di maggio il santuario, meta di pellegrinaggi mariani, viene raggiunto salendo a piedi lungo il sentiero della Via Crucis.

### Istituzioni, enti e associazioni
L'ospedale civile Santi Filippo e Nicola era originariamente situato in via san Francesco, dinanzi alla chiesa dei Santi Filippo e Nicola da cui prese il nome. Dopo il sisma del 1915 fu ricostruito in via monte Velino, infine spostato in un moderno edificio nella periferia nord della città non distante dal casello autostradale della A25, su un'area di circa 50 000 metri quadrati.

## Cultura

### Archivi e biblioteche

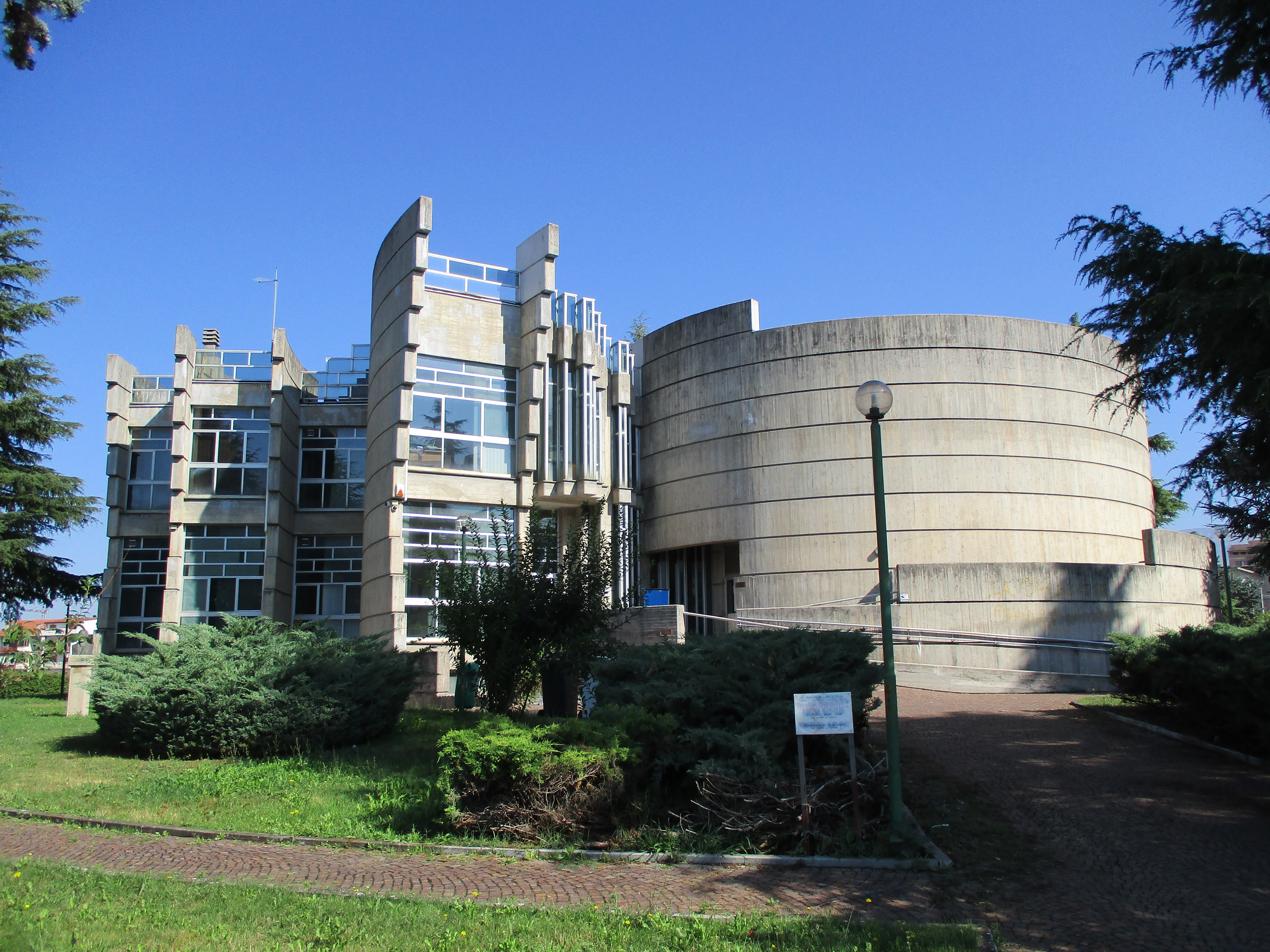
Sede della biblioteca presso l'ufficio regionale delle attività culturali

La sezione di Archivio di Stato di Avezzano istituita nel 1999 è ubicata nel palazzo Torlonia. Il materiale archivistico comunale è conservato presso l'ASCA, l'archivio storico del comune di Avezzano. La diocesi locale si avvale della biblioteca del seminario intitolata a Muzio Febonio in cui si trova una delle tre ristampe de Le opere di Galileo, raccolta di scritti di Galileo Galilei del XVII secolo, e dell'archivio storico "Angelo Melchiorre" creato intorno al X secolo che custodisce l'Exsultet commissionato nel 1056. L'archivio-biblioteca "Enea Merolli" è costituito da migliaia di volumi e centinaia di fascicoli processuali della prima metà del Novecento.
La biblioteca comunale con un fondo di circa 3 000 volumi sulla storia del territorio è stata allestita nel palazzo Torlonia insieme all'archivio storico del Centro Studi Marsicani "Ugo Maria Palanza". Dal 1982 la biblioteca, intitolata a Ignazio Silone, è collocata presso l'edificio progettato nel 1968 dall'architetto Paolo Portoghesi in collaborazione con l'ingegnere Vittorio Gigliotti che ospita l'ufficio regionale delle attività culturali. La biblioteca "Bruno Cassinelli" e quella intitolata a "Nicola Irti" con il fondo librario "Benedetto Croce" sono specializzate in diritto e letteratura giuridica.

### Ricerca
Polo della ricerca è il CRUA, consorzio di ricerca unico d'Abruzzo. È stato istituito per incentivare la cooperazione fra ricerca e industria e per promuovere e supportare le piccole e medie imprese del territorio abruzzese nei processi dell'innovazione rivolti ai prodotti del comparto agro-industriale e ai settori microrganismi/starter e alta formazione.

### Scuole
L'investimento nelle strutture scolastiche ha prodotto importanti effetti nel territorio comunale di Avezzano dove sono presenti diverse scuole dell'infanzia, scuole primarie, scuole secondarie di primo grado e di secondo grado con vari indirizzi di studio.

### Università
La città ospita dal 2004 la sede distaccata della facoltà di giurisprudenza dell'Università degli Studi di Teramo. Dal 2016 è operativo il polo didattico universitario telematico "Pegaso".

### Musei

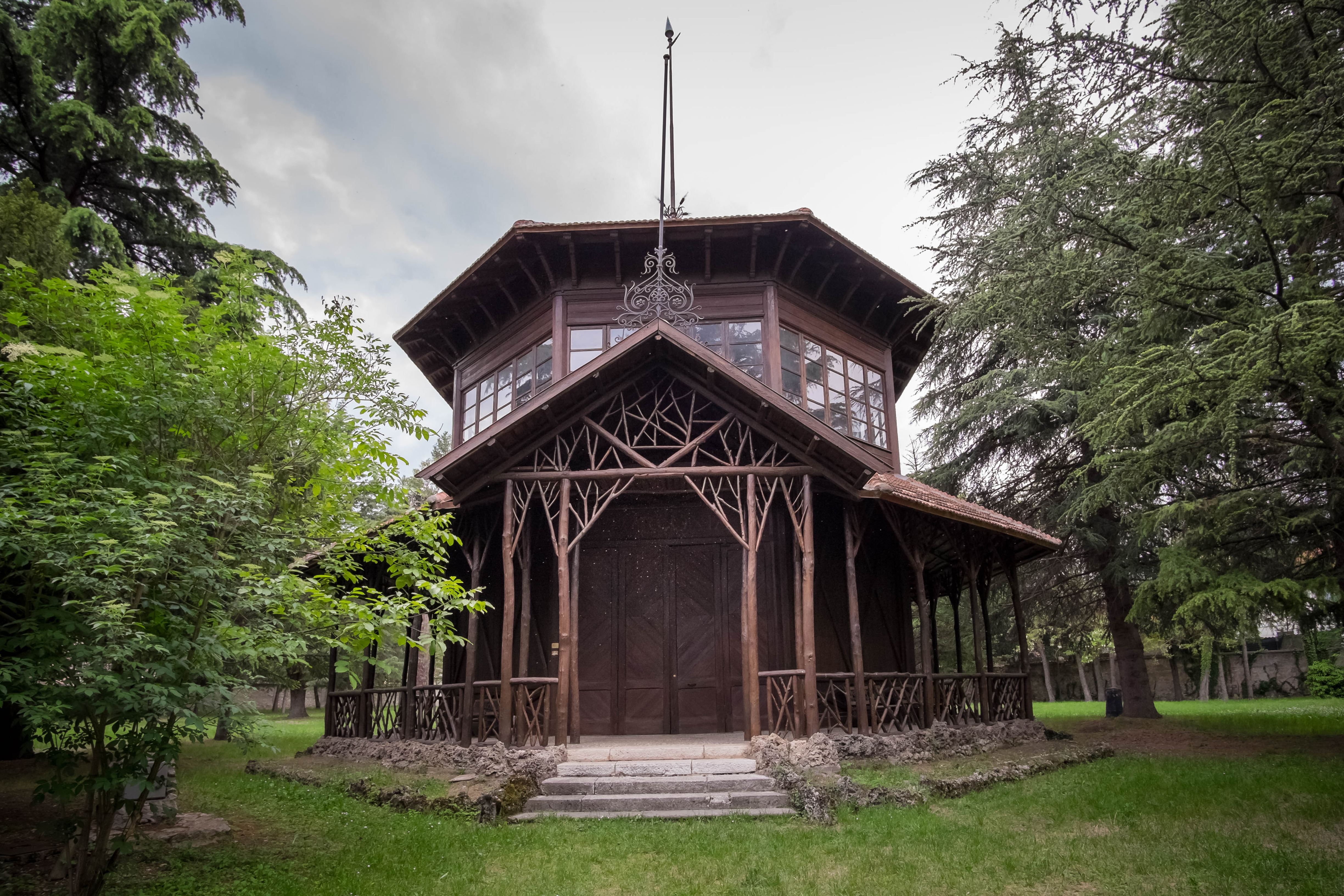
Il padiglione Torlonia

Il polo espositivo Aia dei Musei ospita il museo lapidario marsicano, istituito nel 1888 dopo il prosciugamento del lago Fucino, e l'allestimento multimediale che ripercorre l'opera idraulica. Nella sezione lapidaria sono esposti i resti dei portali in pietra di alcune chiese distrutte dal sisma del 1915 e vari reperti di epoca romana, medievale e rinascimentale.
Il museo della civiltà contadina e pastorale espone presso il padiglione Torlonia e il parco dell'omonima villa i mezzi e gli utensili usati dai primi agricoltori del luogo subito dopo il prosciugamento del lago, oltre agli arcaici attrezzi della realtà agreste. La pinacoteca d'arte moderna è stata collocata dopo il restauro degli anni novanta nel piano superiore del castello Orsini-Colonna. Nel 2021 è stato inaugurato il museo dell'intrattenimento elettronico che ospita in un edificio prossimo al nucleo industriale la più vasta esposizione europea di computer, console, flipper, cabinati e videogiochi arcade realizzati dal 1971 agli anni duemila.

### Media
Hanno sede in città le televisioni locali Antenna 2, Info Media News e Telesirio e quattro emittenti radiofoniche: Radio Antenna Futura, Radio Luna, Radio Monte Velino e Radio Stella.

### Arte
Il premio Avezzano, organizzato annualmente dal 1949 al 1970, è una rassegna nazionale di arti figurative, pittura e scultura riservata agli artisti contemporanei a cui partecipano esponenti del mondo della cultura di fama nazionale. Negli anni cinquanta fu inclusa nella kermesse intitolata Settimana Marsicana, una serie di eventi legati ad agricoltura, artigianato, commercio, industria, musica e sport.

### Teatro
L'attività teatrale viene svolta perlopiù al teatro dei Marsi e al castello Orsini-Colonna da alcune compagnie cittadine come Il Teatro dei Colori e il Teatro Lanciavicchio che promuovono la formazione attraverso i laboratori e le attività scolastiche. Sono diverse le associazioni teatrali amatoriali e dialettali attive.

### Cinema

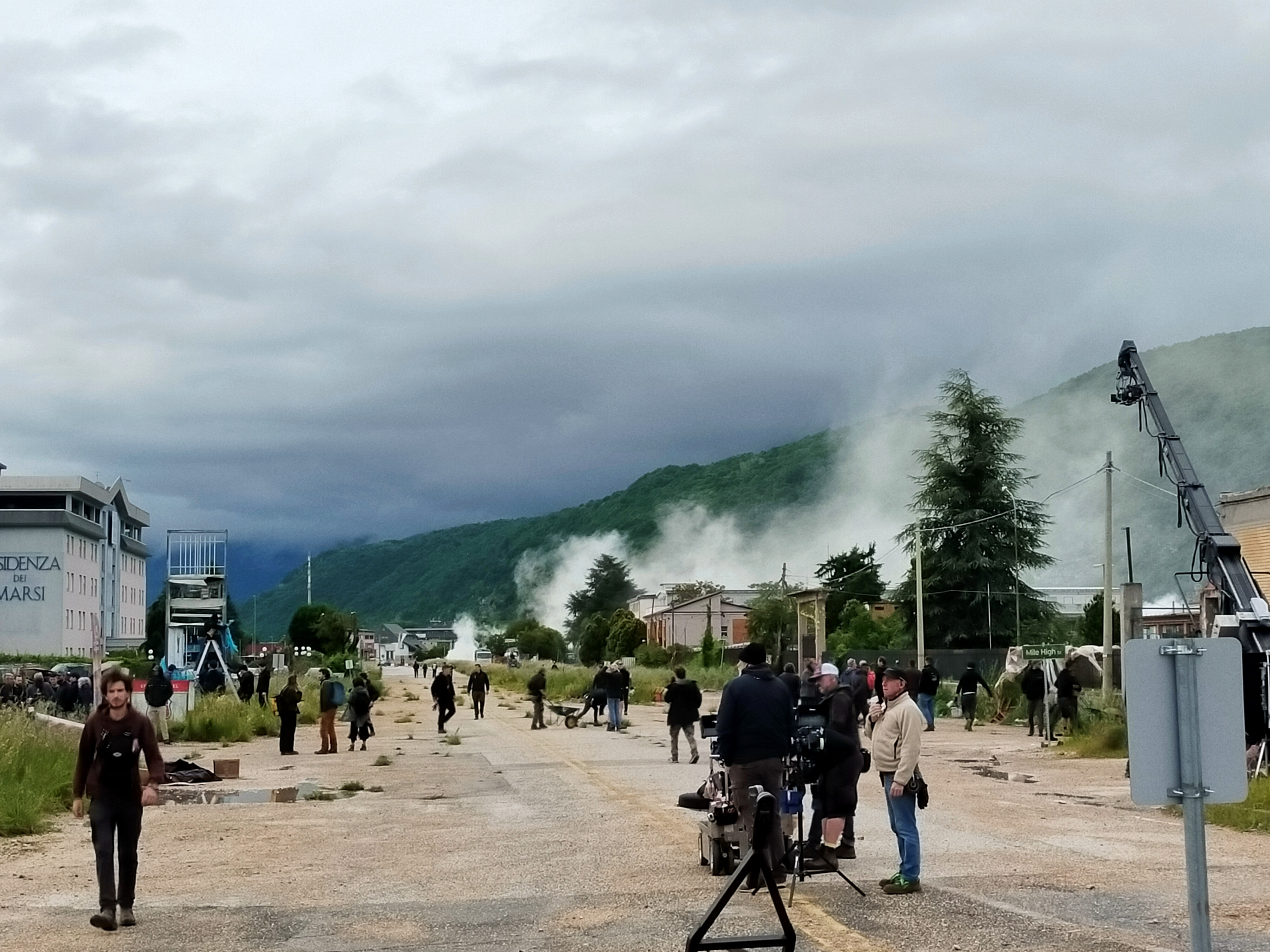
Allestimento del set cinematografico del film The Dog Stars di Ridley Scott (maggio 2025)

Il film muto sulla prima guerra mondiale intitolato Sempre nel cor la Patria! del regista Carmine Gallone fu girato nella città che appena distrutta dal terremoto del 1915 poté tragicamente simulare i panorami di guerra. Nel 1979 furono girate nel capoluogo marsicano alcune scene del film Fontamara del regista Carlo Lizzani, tratto dall'omonimo romanzo di Ignazio Silone. Nel 2003 il regista Gianluca Maria Tavarelli scelse la piana del Fucino tra le location del film Liberi con Elio Germano e Nicole Grimaudo. Nel 2006 ad Avezzano fu ambientato il film-documentario Taccone, fuga in salita, omaggio al ciclista Vito Taccone, del regista César Meneghetti. La frazione di San Pelino è apparsa nel film Storie sospese diretto nel 2015 dal regista Stefano Chiantini. 
Nel 2025 una parte del nucleo industriale è stata adattata per alcune riprese del film postapocalittico The Dog Stars, diretto da Ridley Scott.

### Musica
Sono presenti ad Avezzano alcuni cori polifonici che spaziano dalla musica sacra alla classica come l'associazione corale La Fenice, il coro Claudio Monteverdi, l'orchestra I flauti di Toscanini e l'orchestra giovanile della diocesi dei Marsi. L'ente concertistico Harmonia Novissima fa parte del Cidim, il comitato nazionale italiano di musica.

### Cucina

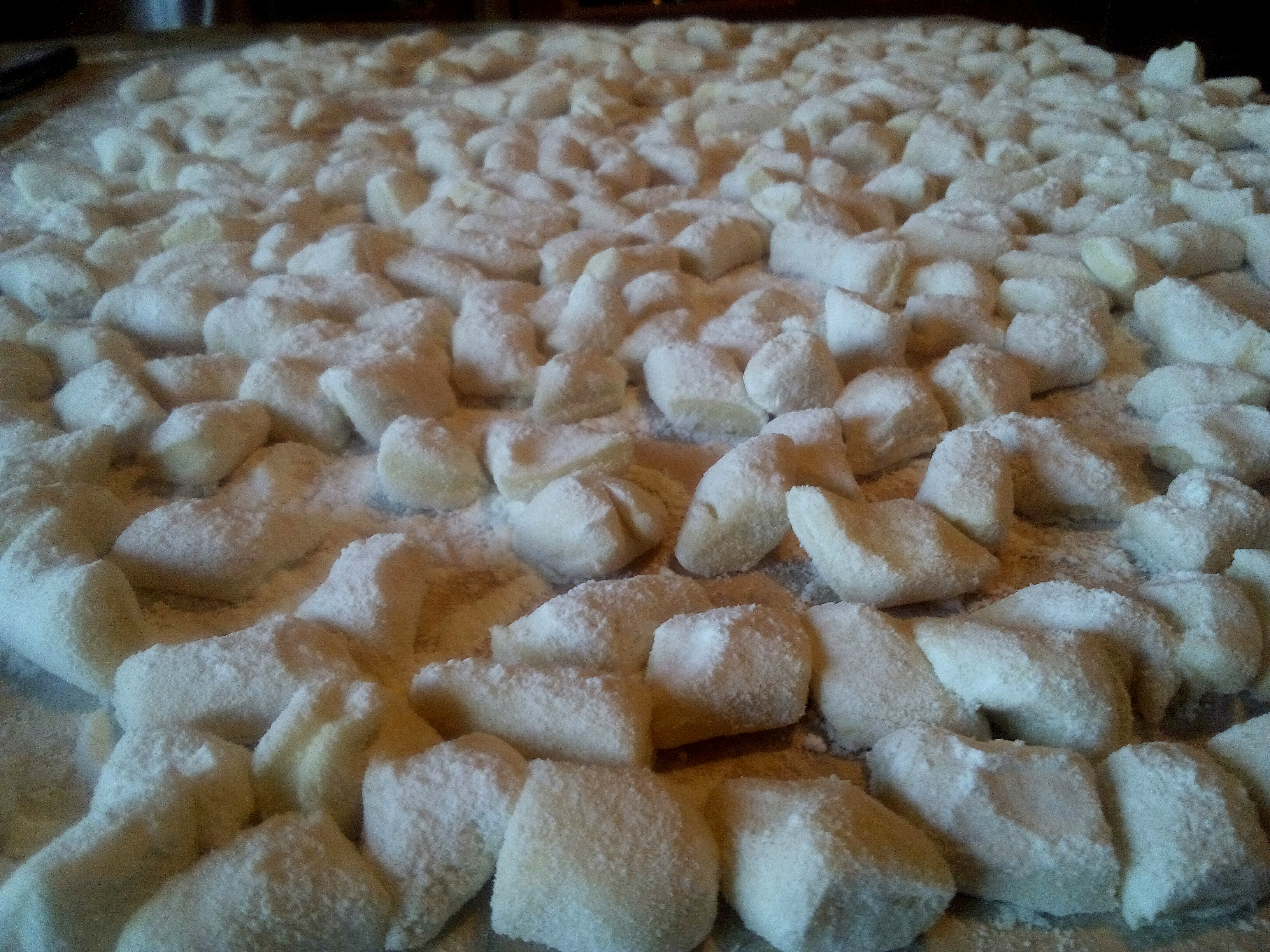
Gnocchi di patate del Fucino

La presenza del lago Fucino in tutte le epoche ha garantito con i pesci d'acqua dolce le necessarie risorse alimentari, insieme alla selvaggina e alla frutta. La fauna ittica presente nel bacino fucense era costituita prevalentemente da anguille, barbi, carpe, gamberi, lasche, scardole, spinarelli, tinche, trote, a cui si accostavano numerose specie di anfibi. Piatti tipici della tradizione gastronomica locale erano i pesci sotto ai coppi, ovvero puliti e riempiti di foglie di salvia, infine cotti in un tegame posto nella brace del camino e protetti da un coppo in ferro, ovvero un coperchio concavo. Dopo il prosciugamento del lago anche la cucina locale si è radicalmente trasformata avvicinandosi alla tradizione culinaria dell'Abruzzo montano con personali interpretazioni e contributi. Avezzano è nota per la produzione della patata del Fucino, certificata IGP e PAT e della carota dell'altopiano del Fucino, anch'essa riconosciuta con il marchio europeo IGP. Gli utilizzi in cucina di questi ortaggi sono variegati.
I primi piatti si distinguono per l'uso di formati di pasta abruzzese come i maccheroni alla chitarra, i ravioli e le fettuccine accompagnati da salse a base di pomodoro con carne di vitello o maiale. Le fettuccine possono essere condite anche con ragù bianco di patate e guanciale. Tipici piatti invernali sono i brodi a base vegetale o di pollo oppure le polente di farro o semplicemente accompagnate dal sugo o dai fagioli. Primo piatto della Marsica transumante sono gli anellini alla pecoraia, una pasta a forma di anello servita con una salsa mista di pomodoro e vegetali a cui viene aggiunta la ricotta di pecora. Eredità della cucina povera rinascimentale sono le minestre a base di legumi e farro e le sagne con i fagioli.
Le ricette dei secondi piatti prediligono le carni suine e bovine. Tra gli usi culinari tipici della frazione di Antrosano c'è la pecora ajo cotturo, la cui carne viene cotta in un grande paiolo di rame; il territorio avezzanese è anche una zona di produzione della porchetta. 
Nei piani Palentini viene prodotta la farina del grano Solina, mentre i dolci tipici sono le ferratelle marsicane, sfoglie realizzate con stampi in metallo dal disegno a rombi in rilievo.
Il vino cotto è una bevanda che si ottiene da uva dei vitigni di Montepulciano servita calda dopo bollitura in una pentola di rame. A Paterno si producono diverse varietà di vino rosso, rosato e bianco.

## Geografia antropica

### Urbanistica
La città distrutta dal terremoto della Marsica del 1915 è stata ricostruita perlopiù entro la prima metà del Novecento con uno stile tardo Liberty che in parte caratterizza il livello urbanistico e architettonico. Le ville e alcuni edifici del centro urbano presentano aspetti relativi a un sobrio Liberty, al neomedievale oppure al Neoclassico. Grazie ai fondi recuperati dall'onorevole Camillo Corradini la ricostruzione fu portata avanti adottando il piano regolatore del 1916 redatto dall'ingegnere di Villa Romana di Carsoli, Sebastiano Bultrini che immaginò una città giardino a bassa densità edilizia. L'area urbana, che include i punti generatori di piazza Matteotti presso la stazione ferroviaria e di piazza Castello da cui a raggiera si diramano le principali arterie, si caratterizza per la struttura regolare costituita da strade frequentemente incrociate e marciapiedi larghi e alberati.

### Frazioni

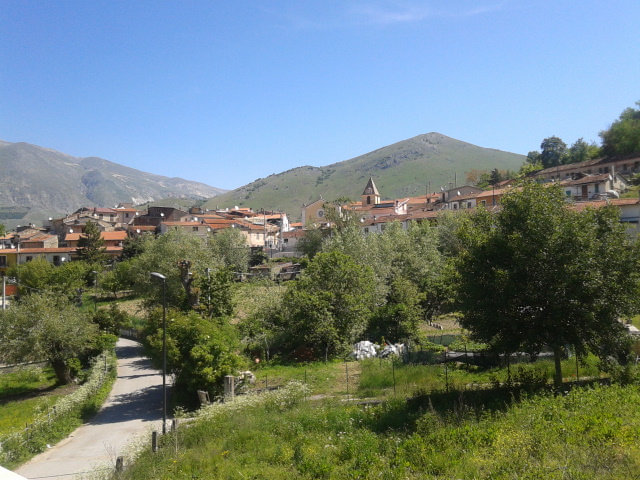
Spunto del paese di Castelnuovo

AntrosanoSorge a nord della città, adagiata sul versante meridionale del colle di Albe. Fu costruita dagli abitanti di quest’ultima fuggiti dal nucleo medievale fatto distruggere da Carlo I d'Angiò dopo la battaglia di Tagliacozzo. Divenne universitas autonoma tra il XV e il XVI secolo fino al 1811; in seguito passò sotto il comune di Massa d'Albe prima di essere annessa al comune di Avezzano nel 1959. Il paese è abitato da oltre 1 000 residenti.
CastelnuovoLa frazione, situata a nord di Avezzano, è adagiata sul monte Castello; la sua origine coincide con l'incastellamento. Dal 1811 al 1960 ha fatto parte del comune di Massa d'Albe. È abitata da circa 170 persone.
CeseIl paese con ogni probabilità è sorto dalla volontà dei pastori e dei contadini del luogo che, dopo vicissitudini di varia natura, avrebbero abbandonato capanne e casolari disseminati nei piani Palentini per aggregarsi in un unico centro. Col tempo il nucleo abitato si è consolidato intorno all'abbazia che i benedettini fecero edificare su un preesistente tempio pagano, dopo aver lasciato il vecchio monastero che occupavano sul monte Cimarani. Il numero degli abitanti sfiora le 600 unità.
PaternoImmediatamente contiguo a San Pelino, dista circa cinque chilometri dal centro della città. Il centro primordiale fu totalmente distrutto dal terremoto del 1915 e ricostruito più a valle; nel 1938 fu edificata la chiesa intitolata a San Sebastiano. Frazione di Celano fino al 1954, anno in cui fu aggregato al comune di Avezzano, conta oltre 1 800 abitanti.
San PelinoÈ situato a est di Avezzano, lungo la strada statale 5 Via Tiburtina Valeria. Il vicus, circondato da frutteti e vigneti, avrebbe preso il nome da Pelino di Brindisi, martirizzato a Corfinio nel 662. La parte vecchia del paese si sviluppò in altura, luogo che ospitò la villa di epoca romana appartenuta a Lucio Vitellio il Vecchio, console e censore. Con un regio decreto-legge emanato il 7 dicembre 1939 fu incluso nel comune di Avezzano, di cui rappresenta la frazione più popolosa con oltre 2 000 abitanti.

#### Altre località del territorio
Borgo IncileLa borgata è situata nei pressi del nucleo industriale avezzanese. Attraverso l'Incile del Fucino furono convogliate le acque del lago nell'emissario ipogeo del monte Salviano per farle defluire nel fiume Liri. La testata dell'incile è sormontata dalla statua della Madonna dell'Immacolata Concezione. L'abitato è sorto grazie ai contadini giunti nella piana per lavorare le terre disseccate e bonificate. Negli anni cinquanta dopo la riforma agraria i vecchi fabbricati rurali vennero sostituiti dalle case coloniche e furono realizzate le aree di aggregazione. Nel 1963 venne inaugurata la chiesa intitolata alla Madonna di Loreto.
Borgo Via NuovaArea suburbana posta a sud della città, creata dopo la riforma agraria si è sviluppata durante l'industrializzazione del territorio. La chiesa a navata unica, completata nel 1970, è dedicata a sant'Isidoro.
CaruscinoSorge a circa tre chilometri a est del centro urbano. La borgata, che conta oltre 1 500 abitanti, è sorta su iniziativa dell'ente per la colonizzazione della Maremma tosco-laziale e del territorio del Fucino con il nome di Villaggio del bracciante San Giuseppe di Caruscino. Si sviluppò a cominciare dagli anni cinquanta dopo la riforma agraria e il conseguente esproprio dei terreni ai Torlonia con l'assegnazione ai contadini. Furono costruiti cinque forni per l'approvvigionamento del pane che vengono riaccesi in occasione della festa di san Giuseppe Artigiano.
PietraquariaLocalità nota in epoca medievale come Petram Aquarum. Nella bolla pontificia di papa Clemente III del 1188 sono citate le chiese di Santa Maria, San Giovanni e San Pietro, mentre nel XIII secolo risultò essere un feudo indipendente e il più grande incastellamento della contea di Albe, abitato presumibilmente da circa 650 persone. Nel 1242 Federico II di Svevia sarebbe stato ospitato nel centro fortificato durante la sua visita finalizzata a risolvere il problema dell'emissario di Claudio che, ostruito da tempo, era la causa principale delle inondazioni del lago Fucino. Dopo l'esito della battaglia di Tagliacozzo del 1268 subì probabilmente la distruzione da parte degli Angioini di Carlo I d'Angiò, ma fu l'ultimo a scomparire tra i diversi vici presenti nell'area montana. In cima al monte Salviano al centro dell'omonima riserva naturale è situato il santuario della Madonna di Pietraquaria.

## Economia

### Agricoltura

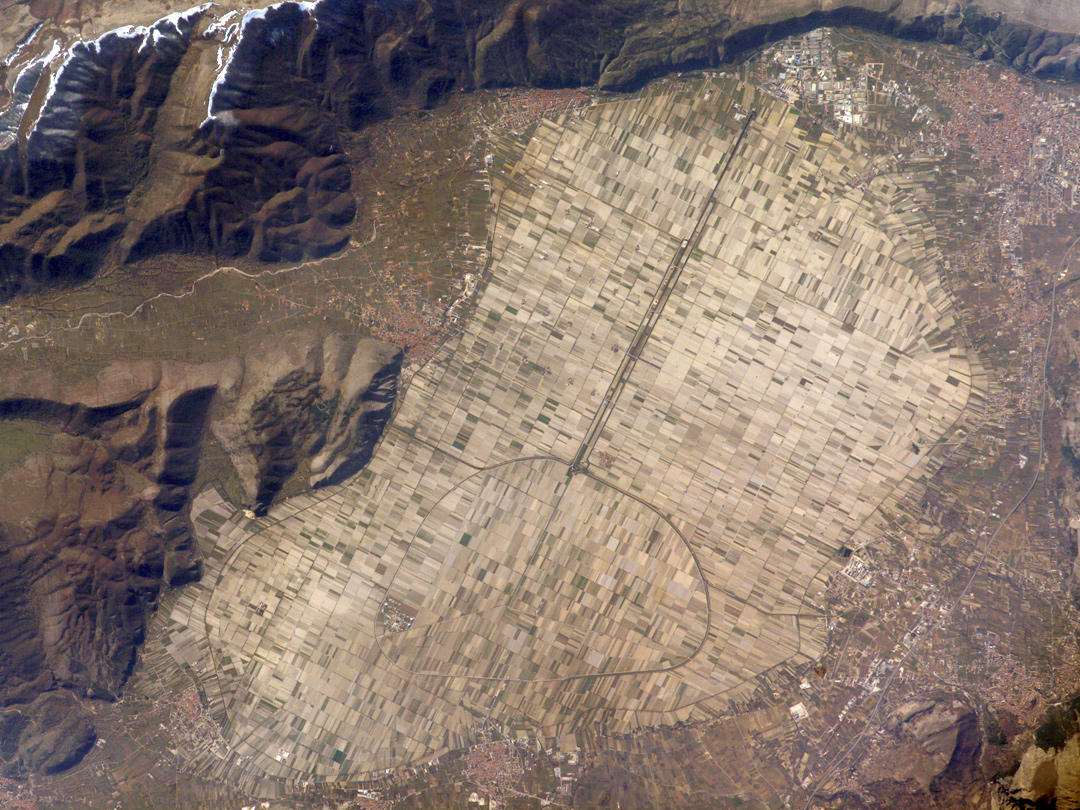
Il Fucino in una foto pubblicata dal NASA Earth Observatory

Grazie alla trasformazione lago-pianura, che nel Fucino ha causato stravolgimenti sociali e modificato il sistema economico, si è sviluppata gradualmente un'agricoltura di tipo intensivo favorita dalle caratteristiche orografiche della piana, con la cresta delle montagne quasi mai al di sotto dei 1 500 m s.l.m. e dal clima, caratterizzato dall'escursione termica estiva, che agevola la capacità produttiva.
Agli inizi del Novecento la costruzione dello zuccherificio di Avezzano favorì soprattutto la coltivazione della barbabietola da zucchero che venne affiancata alla produzione dei cereali. Tuttavia fino agli anni cinquanta l'allevamento di bestiame e l'agricoltura hanno avuto le caratteristiche limitate delle imprese di tipo familiare; nel 1951 con l'istituzione dell'ente Fucino scomparve la zootecnia mentre l'attività agricola si è progressivamente evoluta acquisendo le caratteristiche imprenditoriali.
Le colture più importanti sono la patata del Fucino, nota anche con il nome di "patata di Avezzano", e la carota dell'altopiano del Fucino; entrambi i prodotti hanno ottenuto il marchio di qualità IGP. Numerosi gli ortaggi che vengono trattati nei centri di condizionamento sorti nella piana: cavolfiore, finocchio, insalata, radicchio rosso, sedano.
Dal 2006 per effetto della chiusura di quasi tutti gli zuccherifici italiani determinata dalla riforma europea "OCM zucchero" è scomparsa la coltivazione delle barbabietole per far posto alle nuove colture, alcune delle quali utilizzando la tecnica della rotazione, in particolare canapa da fibra, grano, mais e pomodori utilizzati per le biomasse e come fertilizzanti.
I dati relativi al settore primario del Cresa, centro regionale di studi e ricerche economico-sociali, attestano che il comparto agricolo fa da traino all'economia locale.

### Artigianato e commercio
Tra le attività economiche più tradizionali, diffuse e rinomate vi sono quelle artigianali, come la tessitura finalizzata alla realizzazione di tappeti, arazzi e coperte, oltreché il ricamo artistico. Il territorio si contraddistingue anche per la produzione di mobili rustici.
Un ruolo importante è rivestito dal settore terziario, in particolare il comparto tradizionale con le aree commerciali che si trovano sulla via Tiburtina Valeria, nelle direzioni di Cappelle dei Marsi e di San Pelino e con gli esercizi pubblici presenti nel centro cittadino. Due sono i mercati settimanali, mentre con il sistema del chilometro zero, nella piazza del Mercato si vendono i prodotti biologici e tipici locali.

### Industria

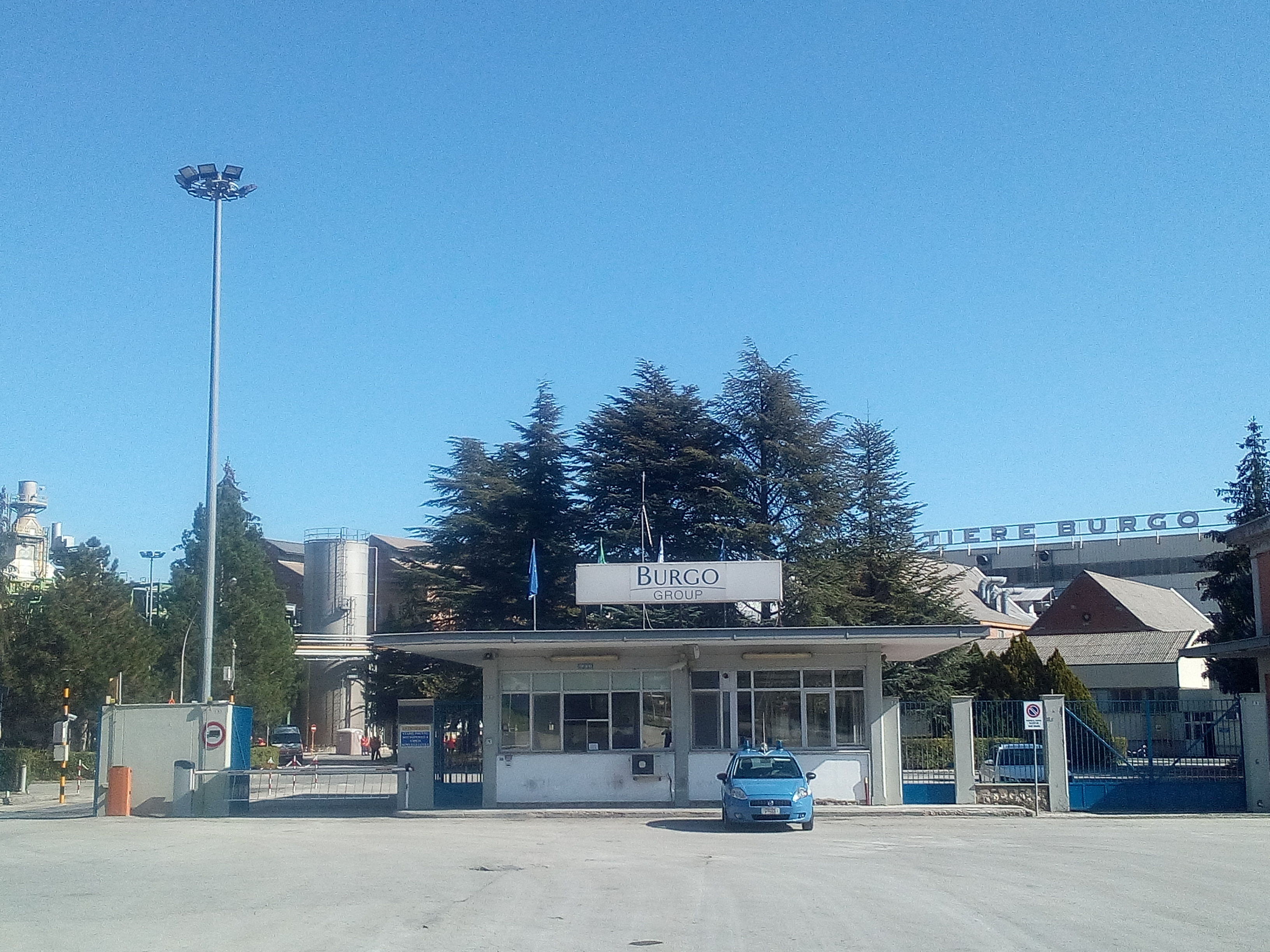
Stabilimento delle Cartiere Burgo

La prima industria del territorio fu lo zuccherificio di Avezzano costruito alla fine del XIX secolo e reso operativo a cominciare dal 1901. Accanto a esso vennero realizzati gli edifici delle malterie italiane, annoverate tra i primi birrifici del Paese, oltre alle distillerie operative dal 1936. Nei primi anni del 1900 si insediarono alcune fabbriche legate all'indotto generato dall'opificio o dalle attività agricole fucensi come l'industria del legname Saila, edificata dopo il prosciugamento e ricostruita dopo il sisma, nel 1924, su progetto dell'ingegnere Luigi Vendittelli. Il nucleo industriale vero e proprio si è sviluppato dopo il 1962, anno della costituzione del locale consorzio di industrializzazione per un'area inizialmente pari a circa 375 ettari.
Nella zona, a sud della città, operano varie attività di tipo industriale e artigianale che rappresentano un volano per il settore secondario delle aree interne dell'Abruzzo. Nello stabilimento ex Texas Instruments, acquisito da Micron Technology e successivamente da LFoundry, di proprietà di una multinazionale cinese dell'elettronica, lavorano circa 1 300 addetti. Micron prosegue l'attività in un'altra sede del nucleo dove operano realtà industriali come Cartiere Burgo, Saes Getters, FIAMM-Siapra e Nuova Presafer. Numerose le imprese specializzate nei comparti manifatturieri, dei servizi e della cantieristica.
A poca distanza è operante dal 1963 il Centro spaziale del Fucino Piero Fanti di Telespazio che figura tra i principali centri spaziali del mondo.

### Servizi
Il centro fieristico di Avezzano, realizzato nel 2006 nei pressi del nucleo industriale, è dislocato su un'area coperta di 3 000 metri quadrati e su una all'aperto di circa 5 000. Può ospitare eventi e fiere d'importanza nazionale di vario genere.

### Turismo
La città è posta al centro del sistema dei parchi e delle riserve dell'area interna dell'Abruzzo risultando un punto di partenza agevole per raggiungere le località della Marsica come il parco nazionale d'Abruzzo, Lazio e Molise, il parco naturale regionale Sirente-Velino, Tagliacozzo, i paesi della piana del Cavaliere, la valle Roveto, la valle del Giovenco, Ovindoli, l'altopiano delle Rocche e altre località situate al confine del Lazio.

## Infrastrutture e trasporti

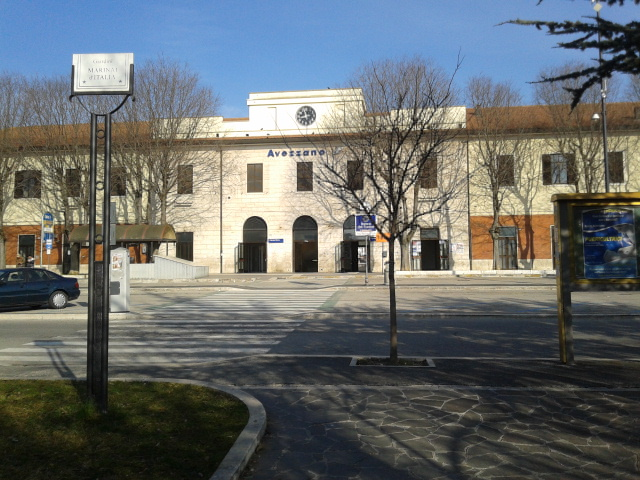
Stazione ferroviaria

### Strade
La città è connessa all'autostrada A25 Roma-Pescara tramite il casello e alcuni svincoli della strada statale 690 Avezzano-Sora. Lo svincolo direzionale dell'autostrada A24 Roma-L'Aquila-Teramo si trova a pochi chilometri dal casello, nella località di Torano.
Altre principali vie di comunicazione sono la strada statale 82 della Valle del Liri che collega Avezzano con Sora e Cassino, terminando il suo percorso a Itri (LT); la strada statale 5 Via Tiburtina Valeria che unisce Roma con Tivoli, Avezzano e Pescara e la strada statale 578 Salto Cicolana verso Rieti, il cui innesto è situato a Cappelle dei Marsi.

### Ferrovie
La stazione di Avezzano è servita dalle relazioni che percorrono la direttrice Roma-Pescara ed è il punto di diramazione della linea ferroviaria Avezzano-Roccasecca, che collega la città con Sora e Cassino. La piccola stazione di Paterno-San Pelino è dal 1999 una fermata impresenziata della linea che collega Roma a Pescara.

### Interporto
Contiguo al casello autostradale della A25 è ubicato il centro smistamento merci della Marsica. L'interporto ospita in seguito al terremoto dell'Aquila del 2009 il polo logistico nazionale della Protezione civile gestito dalla Croce Rossa Italiana.

### Mobilità urbana
Il trasporto pubblico locale è svolto dalla SCAV e si compone di alcune linee su autobus. La mobilità interurbana è garantita dagli autoservizi offerti dalla Società Unica Abruzzese di Trasporto e dalla Cotral.

## Amministrazione
Caratterizzata da un sobrio patriottismo e dal liberalismo, la storia politico-amministrativa del comune fa registrare a cominciare dalla fine dell'Ottocento la contrapposizione tra i movimenti cattolici e le nuove organizzazioni laiche e socialiste, favorite dalla piccola borghesia locale in contrasto con il capitalismo dei Torlonia, proprietari delle terre bonificate del Fucino. Pochi anni dopo il periodo dei podestà e la nascita della Repubblica Italiana, la città fu guidata fino al 1993 dalla Democrazia Cristiana, appoggiata dai primi anni sessanta dai socialisti. Successivamente si sono alternate coalizioni di centro-sinistra e di centro-destra. Dal 2020 il governo del comune è affidato a un'aggregazione indipendente e civica.

### Gemellaggi
- Ayacucho, dal 2001[261];
- Belén, dal 2015[262];
- Câmpulung Moldovenesc, dal 2011[263];
- Santa María, dal 2015[262].

### Altre informazioni amministrative
Nel 1939 San Pelino fu la prima frazione a essere inclusa amministrativamente al comune di Avezzano. Dal 1954 al 1960 anche le frazioni di Antrosano, Castelnuovo e Paterno sono entrate a far parte del territorio comunale.
La città ospita alcuni consorzi ed enti sovracomunali come l'Unione dei comuni Montagna Marsicana, il Consorzio Acquedottistico Marsicano, il Consorzio di bonifica Liri-Garigliano, il Bacino imbrifero montano Liri-Garigliano e la sede territoriale dell'Autorità di bacino distrettuale dell'Appennino meridionale.

## Sport

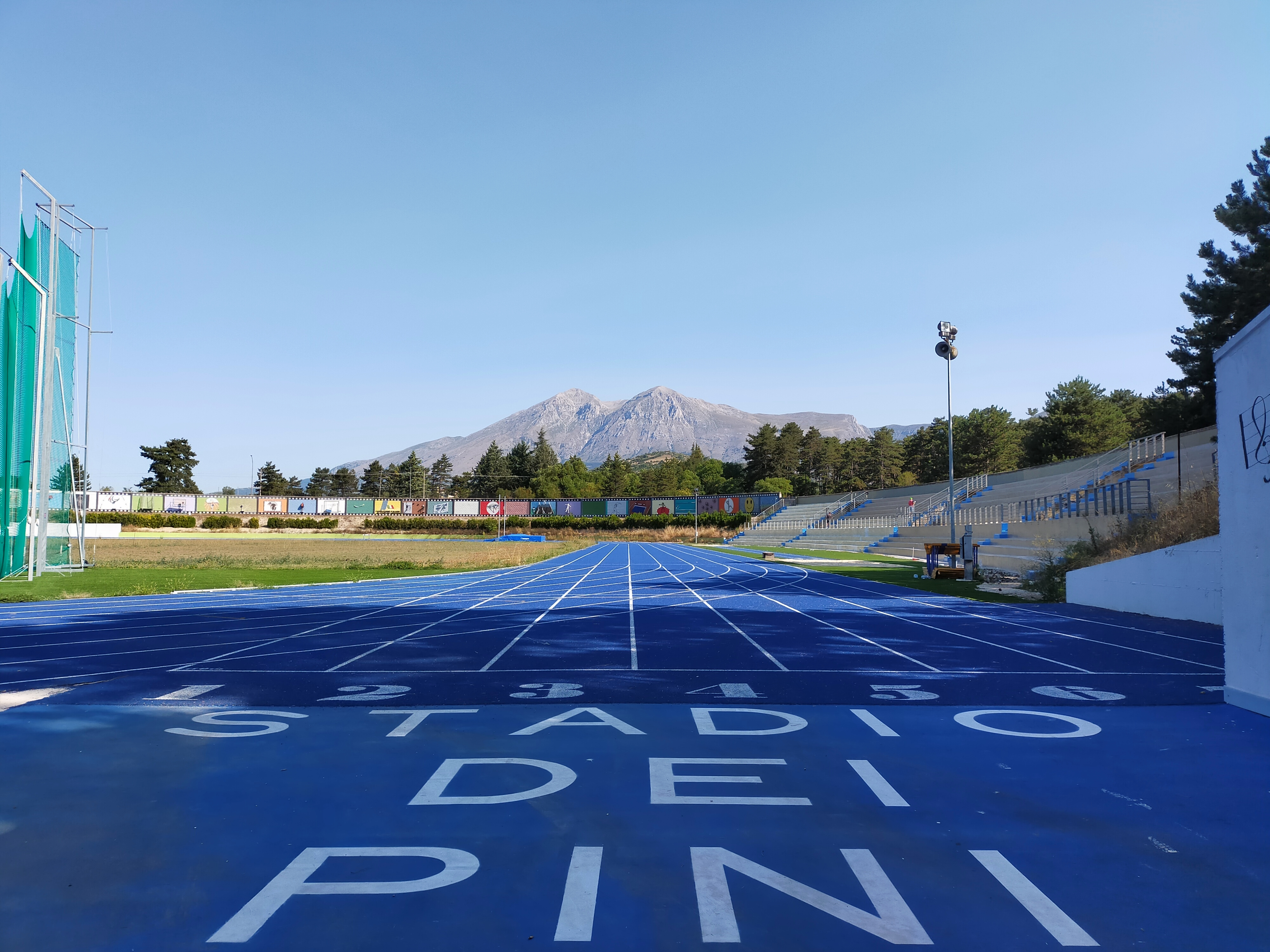
Lo stadio dei Pini

Ha sede nel comune la società di calcio Avezzano, fondata nel 1919 con il nome di Forza e Coraggio Avezzano F.C..
La squadra dell'Avezzano rugby è stata costituita nel 1977.
La società Hockey Avezzano di hockey su prato è stata creata nel 1969 e presieduta inizialmente dal campione del ciclismo Vito Taccone.
Per quattro volte la città è stata scelta come sede di arrivo e partenza di tappa del Giro d'Italia, nel 1986, nel 1988, nel 2003 e nel 2024. In alcune edizioni la Tirreno-Adriatico ha fatto tappa o ha attraversato il comune.
Allo stadio dei Pini si sono svolte diverse edizioni del meeting internazionale di atletica leggera intitolato a Pietro Marianella. Nel 1974 Sara Simeoni vi stabilì il record italiano di salto in alto e in altre edizioni vi gareggiarono Pietro Mennea, Fiona May e Steve Williams, primatista mondiale dei 100 metri.
La casa automobilistica statunitense Panoz produce dal 2017 l'automobile sportiva chiamata Panoz Avezzano in onore al padre del fondatore Don Panoz, marsicano emigrato nella Virginia Occidentale dopo il terremoto del 1915.
Avezzano ha ospitato nel 1991 l'incontro di boxe valido per il titolo mondiale IBF tra Gianfranco Rosi e Glenn Wolfe e nel 2009 le gare di pugilato ai XVI Giochi del Mediterraneo. Dal 1989 al 1993 la Pro Calcetto Avezzano ha militato nel massimo torneo di serie A di calcio a 5. Il circuito di Avezzano, riservato alle auto d'epoca, rievoca eventi competitivi che risalgono alla seconda metà del Novecento.

### Impianti sportivi
Le strutture sportive con la maggiore capienza sono lo stadio dei Marsi-Sandro Cimarra e lo stadio dei Pini. Nella periferia nord si concentrano gli impianti per la pratica di vari sport: campi da tennis, palasport, palestra del pugilato, pattinodromo, piscina e il velodromo Vito Taccone.
Lo stadio del rugby e quello dell'hockey su prato sono stati costruiti dopo il campionato mondiale di calcio 1990.